# Primera guerra de Independencia italiana

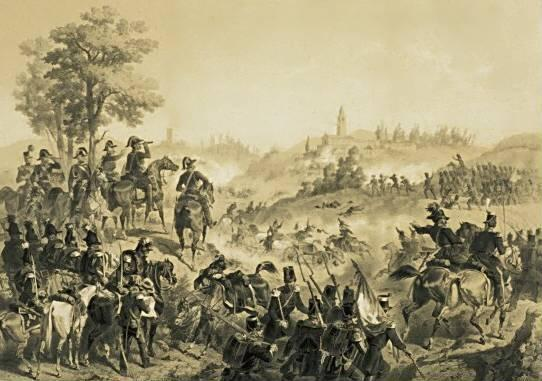
La batalla de Pastrengo.

La primera guerra de la Independencia italiana tuvo lugar en 1848 entre el Reino de Cerdeña y el Imperio austríaco. La guerra tuvo varias batallas importantes, como la de Custoza y la de Novara, en las que los austríacos capitaneados por Joseph Radetzky consiguieron vencer a los piamonteses.
En 1848 los disturbios revolucionarios estallaron en numerosas ciudades de Italia, al igual que en otras partes de Europa. El rey Carlos Alberto del Piamonte y Leopoldo II de Toscana se habían visto reforzados tras dar concesiones a los demócratas. No era esta la situación de Austria, que veía como Viena estaba sumida desde el 13 de marzo en una gran revuelta y además se le rebelaban varias plazas importantes: Milán se sublevó contra los austríacos en las llamadas Cinco Jornadas y Venecia declaró la República de San Marco y se escindió así fugazmente de Austria. Sicilia además expulsó a la Armada Borbónica de sus puertos.
El Reino de Cerdeña decidió entonces aprovechar la coyuntura, declaró la guerra a la debilitada Austria, en alianza con los Estados Papales y el Reino de las Dos Sicilias, y la atacó en sus posesiones italianas.
El ejército piamontés estaba compuesto por dos cuerpos y una división de reserva, con un total de doce mil hombres. Sus mejores unidades eran de caballería y artillería. El 21 de marzo el gran duque de Toscana también declaró la guerra a Austria; tenía seis mil setecientos soldados a sus órdenes. El Ejército pontificio tenía un tamaño similar, pero reunió además numerosos voluntarios. El 25 de marzo la vanguardia del II Cuerpo de Piamonteses entró en Milán, y dos días después liberó Pavía.
Después de la exitosa campaña inicial, con las victorias de las batallas de Goito y Peschiera del Garda, el por entonces papa Pío IX, temiendo que el Piamonte intentara expandirse en caso de victoria, retiró a sus tropas; esta defección provocó la proclamación de la efímera República Romana (1849). Las tropas del Reino de las Dos Sicilias se negaron a abandonar la guerra como se les ordenó también y a volver a Nápoles y el general Guglielmo Pepe se dirigió con ellas a Venecia para protegerla de la contraofensiva austriaca. La retirada del rey Fernando II de las Dos Sicilias se debió a la desconfianza que tenía al rey Carlos Alberto del Piamonte, que no había rechazado claramente la corona siciliana cuando representantes de la isla rebelde se la ofrecieron.
Sin refuerzos y apoyos, los piamonteses fueron derrotados por los austríacos en la batalla de Custoza, el 1 de julio de 1848 Se firmó el armisticio poco después, que duraría siete meses. Después el ejército austriaco tomó la iniciativa, acometió en Lombardía y venció a los sardos en la batalla de Novara (1849). Los piamonteses se retiraron hacia Borgomanero y los austriacos siguieron avanzando, tomaron Novara, Vercelli, Trino y Brescia y se encaminaron a Turín.
Ante la amenaza que se cernía, Carlos Alberto abdicó a favor de su hijo Víctor Manuel. Además se firmó un tratado de paz en Milán el 6 de agosto de 1849 por el que el reino de Piamonte-Cerdeña tuvo que pagar una indemnización de sesenta y cinco millones de francos a Austria y que restableció las fronteras anteriores a la contienda.
La guerra marcó el fracaso de Cerdeña para derrotar a Austria por sí sola, por lo que buscó aliados contra ella, más fiables que el papa y los sicilianos. Una década más tarde Francia (1859) se uniría a la causa, seguida de Prusia (1866) en la tercera guerra de independencia italiana y juntos conseguirían expulsar a los austríacos del norte de Italia, lo que facilitó la Unificación italiana.

## Revoluciones de 1848
Hubo levantamientos revolucionarios en diversos puntos de Europa en 1848, entre ellos en Italia. Fernando II de las Dos Sicilias tuvo que conceder una Constitución el 23 de enero, ejemplo que siguió Leopoldo II de Toscana el 17 de febrero, Carlos Alberto del Piamonte (Cerdeña) también el 17 de febrero (el Estatuto Albertino) y el papa Pío IX el 14 de marzo (el Statuto fondamentale pel Governo temporale degli Stati di Santa Chiesa). Carlos II, duque de Parma, fue expulsado de su territorio. Sicilia, salvo Mesina, se alzó contra los borbones que reinaban en las Dos Sicilias.
La Revolución francesa de 1848 contra Luis Felipe estalló el 23 de febrero. Las revueltas se extendieron al territorio austríaco en marzo: Milán y Venecia se rebelaron contra la Casa de Habsburgo. Los combates fueron especialmente reñidos en Milán, que hubo de abandonar el jefe del ejército del Reino lombardo-véneto, el mariscal Joseph Radetzky. Esto propició que otras poblaciones del reino se alzasen también, como fue el caso de Como. Esto y la insurrección de Viena pusieron en peligro la supervivencia del imperio.
El rey de Cerdeña, Carlos Alberto, declaró la guerra a Austria el 23 de marzo, al día siguiente de concluir los cinco días de combate en Milán. Probablemente lo hizo para evitar un levantamiento en su propio reino, que tenía un sistema monárquico liberal, y con la esperanza de que las rebeliones en el vecino reino austríacos le permitiesen apoderarse de territorios. Con ello comenzó la primera guerra de independencia italiana.

## Situación estratégica y fuerzas enfrentadas

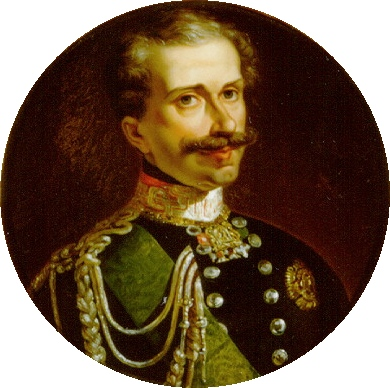
El rey Carlos Alberto de Cerdeña, que declaró la guerra a Austria el 23 de marzo de 1848.

Las revueltas de Milán y Venecia obligaron a los austríacos a replegarse al denominado «cuadrilátero», el núcleo de la defensa de la zona, compuesto por las fortalezas de Peschiera, Verona, Mantua y Legnago). En torno a ellos, al oeste, al este y al sur, se comenzaron a reunir grupos de voluntarios italianos dispuestos a hacerles frente. Los austríacos solamente mantenían contacto con el centro del imperio por el norte, por una franja paralela al lago de Garda por el este.

### Ejército piamontés
El Ejército del Reino de Cerdeña empezó a movilizarse el 1 de marzo, con el estallido de la revuelta milanesa y cuatro quintas partes de él, unos sesenta y cinco mil soldados, estaban listos para combatir cuando empezó la guerra.
El mando correspondía al rey Carlos Alberto, al ministro de la Guerra, el general Antonio Franzini, y al también general Eusebio Bava. Este mandaba  el I Cuerpo de Ejército, compuesto por dos divisiones que mandaban respectivamente los generales Federico Millet d'Arvillars y Vittorio Garretti di Ferrere. El II Cuerpo lo mandaba Ettore de Sonnaz; también lo formaban dos divisiones, que mandaban Giovanni Battista Federici y Mario Broglia. La 5.ª División englobaba a las reservas y la mandaba el heredero al trono Víctor Manuel, duque de Saboya. El mando de la artillería correspondía al príncipe Fernando, duque de Génova.
El rey decidió usar como bandera la tricolor italiana, con el escudo de armas de su casa en el centro; con ella cruzó el Tesino, que marcaba la frontera entre Cerdeña y el Reino lombardo-véneto austríaco.

### Otros ejércitos italianos y los voluntarios

Italia al comienzo de la primera guerra de independencia.

Todas las monarquías que habían tenido que sumarse a la guerra contra Austria empujadas por el ardor popular enviaron tropas a Lombardía y el Véneto, pero con renuencia.
El primero en llegar a la zona fue el ejército pontificio con diecisiete o dieciocho mil soldados (entre ellos novecientos jinetes) y veintidós cañones. Estaban encuadrados en una división de regulares (diez y once mil hombres, de los cuales tres o cuatro mil eran voluntarios) al mando del piamontés Giovanni Durando y otra (unos siete mil hombres) compuesta por miembros de la guardia cívica y voluntarios, que mandaba el republicano Andrea Ferrari. Este ejército penetró desde la región de Ferrara. Otro grupo, el de los Bersaglieri del Po, ciento treinta voluntarios de Ferrara, también participó en la invasión.
El Gran Ducado de Toscana entró en la guerra el 21 de marzo; envió un ejército de unos seis mil cuatrocientos hombres a Mantua, algunos soldados y otros voluntarios civiles. Lo mandaba Ulisse d'Arco Ferrari, al que luego sustituyó Cesare De Laugier de Bellecour. Las tropas tenían buen ánimo, aunque escaso adiestramiento marcial, el especial el «batallón de estudiantes» del profesor de astronomía Ottaviano-Fabrizio Mossotti.
Los levantamientos populares en Parma y Módena habían expulsado a los duques respectivos Carlos II y Francisco V; en los dos territorios se habían formado gobiernos provisionales. De ambos partieron hacia el norte varios cientos de voluntarios.
El principal contingente italiano lo aportó Fernando II de las Dos Sicilias, que prometió contribuir con veinticinco mil soldados. Sin embargo, este ejército no partió cuando estaba previsto y, para cuando lo hizo en marzo, apenas contaba con once mil hombres. El rey no compartía el liberalismo de los piamonteses y su prioridad era reconquistar Sicilia, que se había rebelado el 26 de marzo acaudillada por Ruggero Settimo. Las tropas napolitanas iban a las órdenes de Guglielmo Pepe y llegaron a la zona de combates a mediados de mayo, tras cruzar el Po desde el sur; justo entonces recibieron la orden de volver a Nápoles. Esto hizo que únicamente algunas unidades que eran fieles a Guglielmo Pepe permaneciesen en el Véneto y participasen en la guerra.
La coalición antiaustríaca pudo contar también con otras fuerzas: voluntarios lombardos (cuatro mil quinientos), napolitanos (mil seiscientos) y venecianos de la República de San Marcos. Estos eran unos nueve mil, encuadrados en unidades regulares por Daniele Manin, que lucharon fundamentalmente con las tropas enemigas que habían cruzado el Soča desde el este para reforzar a las que ya se hallaban en Lombardía y el Véneto. Los jefes militares venecianos eran los generales Carlo Zucchi y Alberto della Marmora.
Todos estos ejércitos carecían de coordinación entre sí y tenían motivaciones diferentes: unos combatían por instaurar una república italiana, mientras que otros lo hacían por unir los territorios al Reino de Cerdeña.

### Ejército austríaco

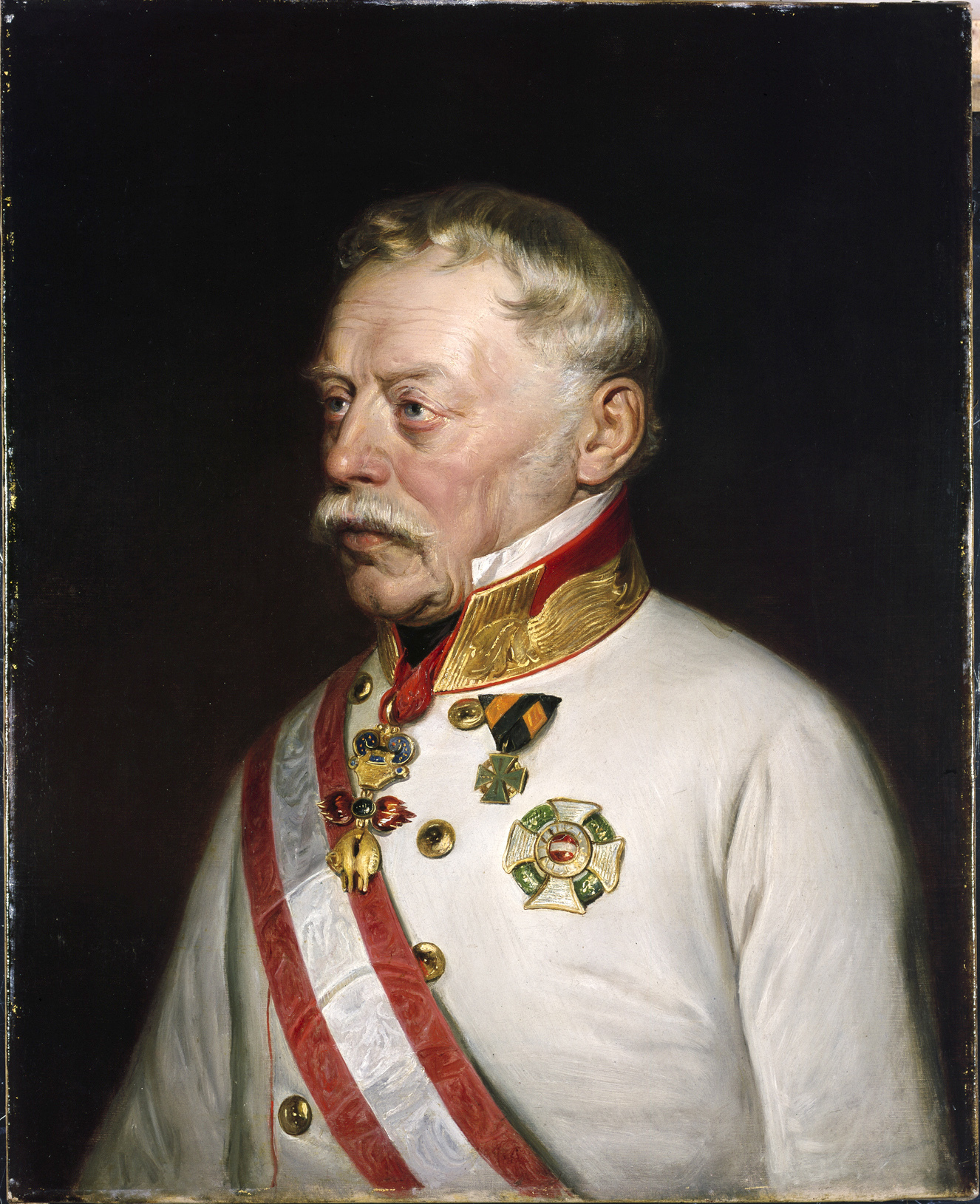
El general Joseph Radetzky, jefe del ejército austríaco en Lombardía y el Véneto, en un retrato de Georg Decker (1818-1894)

El ejército multicultural austríaco destinado en Lombardía y el Véneto lo mandaba el general Joseph Radetzky, a la sazón de ochenta y un años de edad, cuya vasta experiencia militar le había permitido obtener gran autonomía respecto de Viena. Organizó el ejército a su gusto e insistió en continuar el adiestramiento de la tropa incluso en tiempo de paz, algo poco habitual en la época. Ello hizo que, cuando estalló la guerra, los soldados estuviesen formados y conociesen bien el territorio en el que iban a luchar.
Radetzky contaban con setenta mil soldados antes de los levantamientos de Milán y Venecia, encuadrados en dos ejércitos: el 1.º estaba acuartelado en Lombardía y el 2.º, en Venecia; en total había sesenta y un batallones de infantería. Las revueltas redujeron este número hasta los cuarenta y uno. El general también tenía treinta y cinco escuadrones de caballería y cien cañones. Los batallones austríacos solían tener mil hombres, por lo que Radetzky debió de contar con unos cincuenta mil soldados al comienzo del conflicto. Solicitó además que se formase una reserva de otros veinte mil que hubieron de reunirse apresuradamente al este del Soča y en Carintia al mando de Laval Nugent von Westmeath.

## Primera fase de la primera campaña (marzo-mayo de 1848)

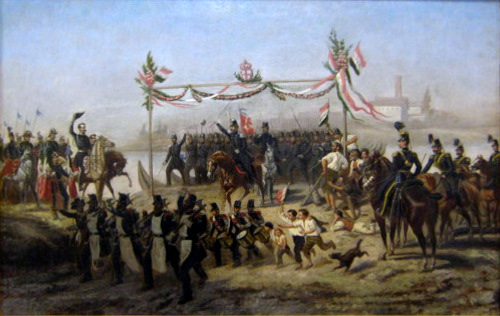
El rey Carlos Alberto de Cerdeña (con el bicornio en la mano, a la izquierda) saluda a las tropas piamontesas después de que crucen el Tesino. Cuadro de Stanislao Grimaldi (1825-1903).

### Avance piamontés hacia el Cuadrilátero (23/3/1848-7/4/1848)
El Reino de Cerdeña declaró la guerra al Imperio austríaco el 23 de marzo. Dos avanzadillas cruzaron el río Tesino los días 25 y 26 del mes y penetraron así en el territorio enemigo. El grueso del ejército cruzó luego, el 29 de marzo. Las tres primeras divisiones piamontesas entraron en Pavía ese mismo día, vitoreadas por la población. Otras alcanzaron Lodi, donde se enteraron de que el enemigo se había reunido en Montichiari, a veinte kilómetros al sureste de Brescia, a orillas del Chiese.
Carlos Alberto decidió no prestar atención a la concentración enemiga y proseguir el avance hacia Cremona, junto al Po. Luego continuó avanzando hasta Marcaria y cruzó el Oglio el 7 de abril, a unos veinte kilómetros des Mantua, la fortaleza meridional del Cuadrilátero.
A Brescia los piamonteses apenas despacharon una avanzadilla compuesta por una brigada de infantería, un regimiento de caballería y una batería de cañones, todo ello al mando del general Michele Giuseppe Bes (1794-1853), que había cruzado el Tesino en Boffalora y entrado en Milán. La avanzadilla llegó a Brescia el 31 de marzo.
Radetzky se replegó a Peschiera ese mismo día y dos días más tarde, a Verona. La mayoría de sus tropas (el 1.er Ejército) se hallaba ya en el Cuadrilátero el 8 de abril, en Villafranca. El ejército enemigo estaba entonces en la orilla occidental del Mincio. La lenta marcha del ejército piamontés por Lombardía había permitido la retirada austríaca.

### Cruce del Mincio (8-27 de abril de 1848)

Principales batallas de la guerra: en verde, los ejércitos austríacos; en rojo, los italianos.

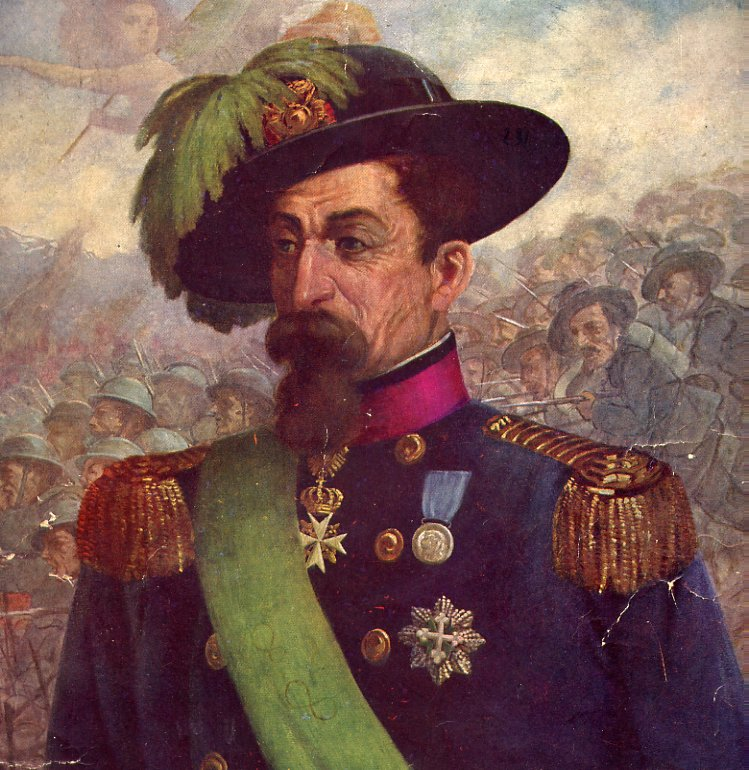
Alessandro La Marmora, fundador de los bersaglieri. Fue herido gravemente en la batalla de Goito.

La retaguardia austríaca controlaba aún todos los puertes del Mincio, por lo que el general Bava ordenó el 8 de abril al general D'Arvillars que tomase el de Goito. La lucha por la posición fue enconada y los ingenieros austríacos lograron volarlo en parte, pero pese a todo los regimientos de bersaglieri y unidades de la Marina lograron atravesarlo. Los ingenieros piamonteses lo repararon lo suficiente como para que tres batallones más pudiesen cruzarlo hacia las cuatro de la tarde, al tiempo que el enemigo se retiraba a Villafranca. El coronel Alessandro La Marmora, fundador de los bersaglieri, fue herido de gravedad en los combates.
Los piamonteses se apoderaron del puente de Monzambano, algo más al norte, al día siguiente, 9 de abril. Los austríacos abandonaron la línea del Mincio dos días después y se replegaron a Verona. Los piamonteses se adueñaron de Valeggio.
Al este, el nuevo ejército austríaco a las órdenes de Nugent cruzó el Isonzo el día 17; tenía dos objetivo: auxiliar a Radetzky y recobrar el Véneto. Entró en Údine el 23 del mes. La mitad del ejército enemigo cruzó el Mincio el día 26. Dos divisiones más lo hicieron dos días después; el ejército piamontés se desplegó en arco para bloquear Pescheria, cuyo asedio emprendió el día 27, al tiempo que amenazaba también Verona. El ejército austriaco también estaba en peligro, al hallarse a lo largo de Adigio y de la carretera principal que unía Verona, Trento y Austria.

### Avance piamontés hacia el Adigio (30 de abril de 1848)

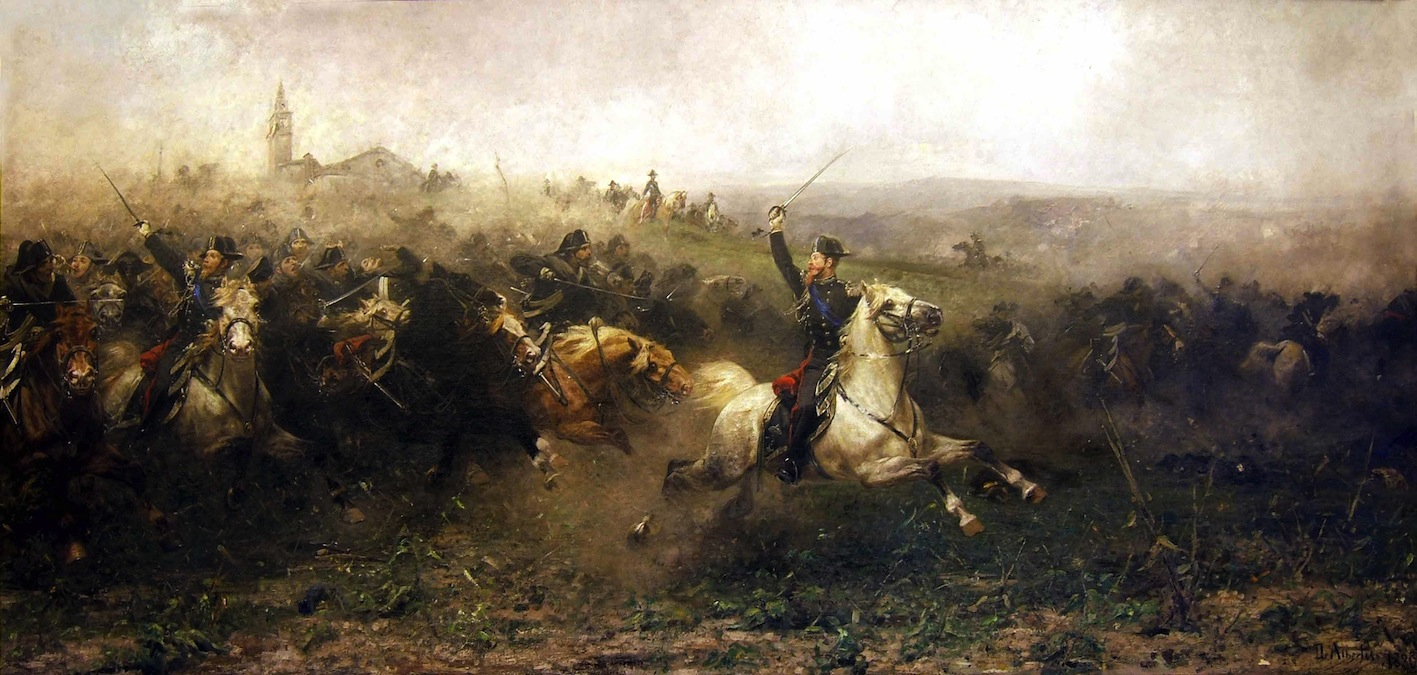
La carga de los carabineros en Pastrengo. Cuadro de Sebastiano De Albertis.

Radetzky había ocupado una posición avanzada en Pastrengo, al oeste del Adigio, en vista de la amenaza enemiga. El 2.º Ejército de De Sonnaz avanzó para tomar la posición: catorce mil piamonteses se abalanzaron sobre los ocho mil defensores austríacos. Los piamonteses avanzaron lentamente durante las tres primeras horas de combate, entre las once de la mañana y las dos de la tarde. Carlos Alberto, impaciente, hizo avanzar tres escuadrones de carabineros, que se colocaron entre la Brigada Cuneo y la Piamonte. La maniobra reanimó a los piamonteses, pero dejó a los carabineros al alcance del fuego enemigo. Hubo un primer momento de confusión, pero el mayor Alessandro Negri di Sanfront hizo cargar a los carabineros, acompañado del propio rey y de la guardia. La carga abrió brecha en las defensas enemigas; la infantería obligó luego a los austríacos a retirarse.
Los piamonteses habían alcanzado el Adigio, pero Radetzky los detuvo acometiendo el centro de su formación. Los piamonteses frenaron el embate, pero la maniobra evitó que Carlos Alberto pudiese cruzar el río. La batalla de Pastrengo acabó así en victoria piamontesa, que animó a las tropas saboyanas, y eliminó el saliente enemigo al oeste del Adigio, pero no permitió cruzar el río, cuya orilla oriental seguía firmemente controlada por Radetzky.

### Retirada de los Estados Pontificios
Dado el desarrollo de los acontecimientos, el papa Pío IX dio la alocución Non-semel (Ni una vez) ante el Consistorio el 29 de abril, en la que condenó la invasión del Véneto por las tropas pontificias. El pontífice había decidido no combatir a Austria, considerada una potencia católica. Pío temía que los católicos austríacos se separasen de la Iglesia.
Pese a ello, el jefe de las tropas pontificias, Giovanni Durando, soslayó los deseos del papa y prosiguió con la campaña, pese a la trascendencia del gesto de Pío. El Estado Mayor piamontés conoció la alocución el 2 de mayo, que le causó gran preocupación. Carlos Alberto fue el más afectado; escribió al primer ministro Ottavio Thaon di Revel que el acto del papa podía perjudicar la causa de la independencia italiana.

### Batalla de Santa Lucia (6 de mayo de 1848)

El Reino lombardo-véneto, austríaco, teatro de operaciones de la primera campaña de la contienda. El mapa muestra la ubicación del reino en la península itálica y las cuatro fortalezas que formaban el núcleo de la defensa austríaca, el llamado «cuadrilátero»: Peschiera, Legnano, Verona y Mantua.

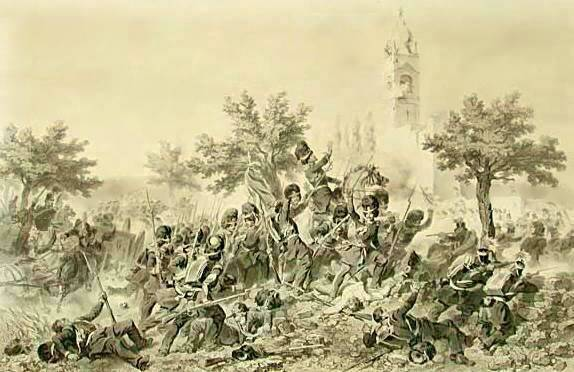
La batalla de Santa Lucia. Los granaderos piamonteses atacan las recias defensas enemigas.

La batalla de Pastrengo, le había permitido a Carlos Alberto alcanzar el Adigio con las tropas del flanco izquierdo. Decidió entonces obligar al enemigo a retirarse a Verona mediante una gran batalla; esperaba obtener un brillante victoria que pudiese anunciarse en la apertura de sesiones de las Cortes. El ejército enemigo estaba dividido por entonces en tres grupos: uno se hallaba a orillas del Adigio, al este del río, y llegaba por el norte hasta Pastrengo; otro estaba apostado en los pueblos al oeste de Verona; el tercero, defendía las murallas de esta.
Los piamonteses creían poder obtener una victoria fácil; no ponderaron adecuadamente las recias fortificaciones que el enemigo había erigido en los pueblos aledaños a Verona. Carlos Alberto encargó al general Bava la redacción del plan de ataque, que luego cambió Franzini; la idea era avanzar hacia la ciudad para atraer al enemigo a una batalla campal. El 1.er Ejército, la división de reserva, y la 3.ª División del 2.º Ejército —en total, cuatro quintos del ejército piamontés— participarían en la maniobra, cuyo objetivo era la localidad de San Massimo. El avance piamontés comenzó el 6 de mayo, pero las unidades no marchaban coordinadas. El enemigo arremetió con fuerza contra la Brigada Real de la 1.ª División en San Massimo. La otra brigada de la división, la Aosta también encontró enconada resistencia frente a Santa Lucia, lugar donde, a diferencia de lo planeado, se dieron los principales combates.
Carlos Alberto se hallaba expuesto en la vanguardia, por lo que el general Bava decidió soslayar el plan, que exigía que esperase a las demás unidades, y avanzar hasta Santa Lucia a las diez de la mañana con la Brigada Aosta, donde el enemigo la acometió con dureza. El primer auxilio llegó hacia las once, al llegar al lugar la Brigada de la Guardia de la división de reserva. La llegada de esta unidad le permitió al general rodear el pueblo. Parte de la Brigada Real y de la 2.ª División llegó luego, entre las doce y la una y media de la tarde, y Bava decidió entonces asaltar la posición enemiga, centrándose en tomar el cementerio de Santa Lucia, que los austríacos defendían con denuedo. Los piamonteses obligaron finalmente al enemigo a abandonar la posición y retirarse a Verona.
Sin embargo, los piamonteses no aprovecharon la ventaja que habían obtenido. Hacia las dos se conoció el fracaso de las acometidas de la 3.ª División del 2.º Ejército en las aldeas de Croce Bianca y Chievo. Esta noticia hizo que Carlos Alberto ordenase la retirada. Los austríacos contraatacaron entonces con brío y pudieron retomar Santa Lucia, que los piamonteses ya habían abandonado. La batalla concluyó hacia las seis de la tarde. Los austríacos habían conseguido repeler el embate enemigo a costa de sufrir setenta y dos bajas mortales, ciento noventa heridos y de que ochenta y siete soldados cayesen en poder del enemigo. Por su parte, los piamonteses habían tenido ciento diez muertos y setecientos setenta y seis de ellos habían sido apresados por los austríacos. El revés piamontés hizo que a partir de entonces la iniciativa pasase a los austríacos.

## Llegada de refuerzos austríacos

### Cruce del Soča (17-29 de abril de 1848)

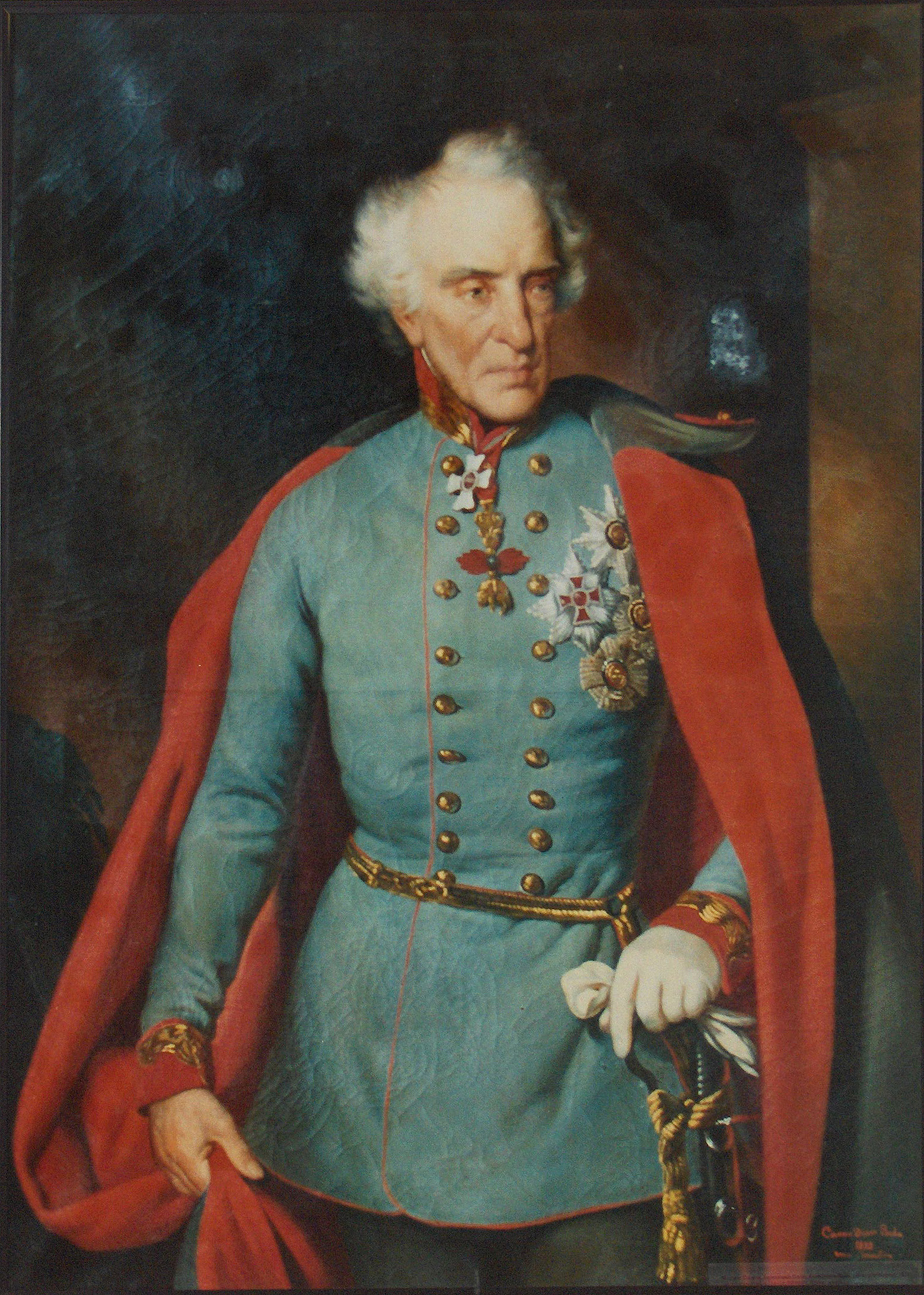
El general austríaco Laval Nugent, que condujo a los refuerzos austríacos de Soča al Piave.

Mientras Carlos Alberto combatía en el Cuadrilátero, se disputaba otro conflicto en paralelo en el Véneto, independiente de la campaña piamontesa. El Gobierno de la República de San Marcos tenía graves problemas para coordinar a los distintos comités. Buscaba un general para sus tropas, y finalmente logró que aceptase el mando el piamontés Alberto La Marmora.
Por su parte, el general austríaco Laval Nugent concentraba fuerzas en Gorizia; cruzó el Soča y penetró en el Véneto el 17 de abril, al frente de entre doce y trece mil hombres. Las fuerzas enemigas que trataron de impedirlo eran mucho menores. Ese mismo día, Nugent cercó Palmanova y avanzó hasta Údine, que se rindió el 22 de abril tras haber sido bombardeada. Los austríacos ocuparon la ciudad al día siguiente. A continuación, Nugent se encaminó al Tagliamento.
La Marmora contaba solamente con mil trescientos hombres para impedir el cruce del río al enemigo, que para entonces ya contaba con entre dieciséis y diecisiete mil. Así pues, optó por destruir el puente y retirarse al Piave. Mientras, Giovanni Durando cruzó el Po y llegó a Ostiglia el 23 de abril con diez u once mil soldados pontificios; Andrea Ferrari también se hallaba de camino con voluntarios y con la guardia pontificia (en total unos siete mil hombres). Durando y sus tropas avanzaron hasta Treviso el 29 del mes, mientras La Marmora quedó a cargo de la defensa el este del Véneto. Ese mismo día, Pío IX ordenó a sus tropas que se retirasen, pero Durando desobedeció la orden.

### Batalla de Cornuda (8 de mayo de 1848)

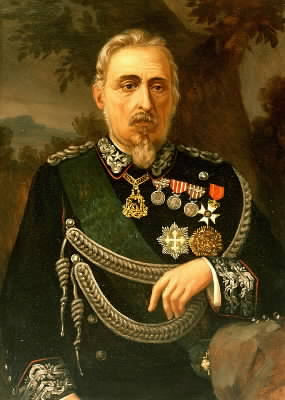
El general Giovanni Durando, jefe de las tropas pontificias amotinadas.

En el norte, los austríacos entraron en Belluno el 5 de mayo y el 6 una brigada cruzó el Piave en Feltre. Mientras, las primeras divisiones de Ferrari llegaron a Treviso. Durando estaba convencido de que el enemigo avanzaba hacia Bassano del Grappa desde el norte, por lo que apostó allí sus fuerzas y colocó a las de Ferrari cerca de Montebelluna.
La tarde del 8 de mayo la vanguardia de Nugent, unos mil hombres, chocó con la avanzadilla de Ferrari, trescientos soldados apostados en Onigo, diez kilómetros al noroeste de Montebelluna. Ferrari se replegó a la colina de Cornuda, el último obstáculo natural que separaba al enemigo de la llanura. La batalla se reanudó la mañana siguiente: dos mil austríacos con seis cañones atacaron a las tropas pontificias, que no habían recibido refuerzos ni de Ferrari ni de Durando. Este último dudó hasta que hacia las doce y media anunció que se apresuraba a acudir en socorro de los pontificios.
Nugent aumentó las tropas que combatían en Cornuda y Ferrari también despachó un batallón desde Montebelluna; ordenó además a cincuenta dragones que acometiesen al enemigo para ganar tiempo. Casi todos perecieron, pero sí lograron detener el embate enemigo. Los austríacos recibieron más refuerzos; algunas unidades dejaron Feltre y se encaminaron hacia Cornuda. Los austríacos eran ya seis mil, que se enfrentaban a dos mil soldados pontificios agotados, que corrían el riesgo de quedar rodeados. Ferrari decidió retirar las tropas hacia las cinco de la tarde, tras doce horas de lucha en las que no había recibido socorro alguno de Durando. Los supervivientes se retiraron desordenadamente a Treviso.

### Avance austríaco a Verona (9-25 de mayo de 1848)

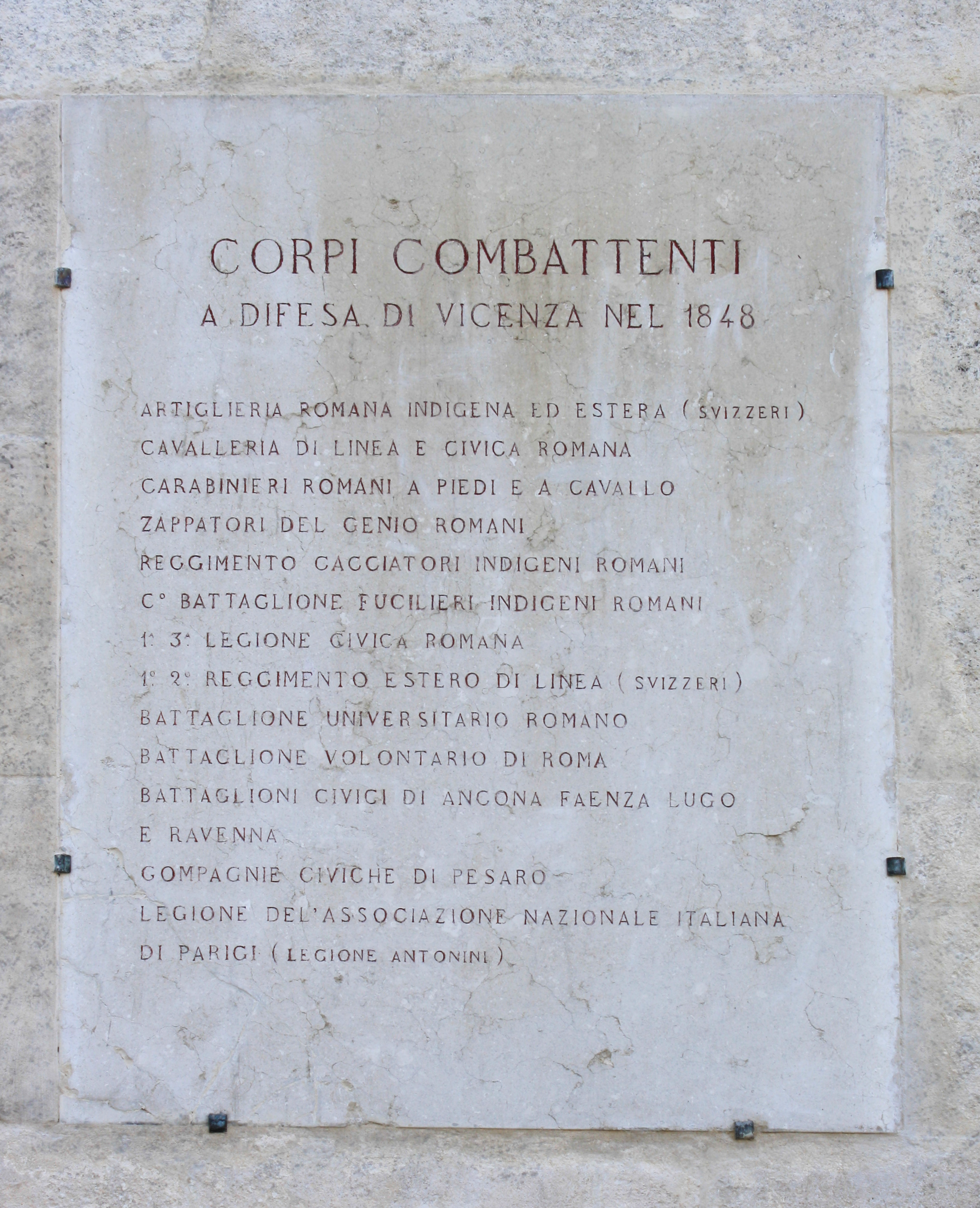
Placa conmemorativa de las tropas que combatieron en Vicenza en 1848.

La situación de los italianos era grave tras la batalla de Cornuda. Sin embargo, Joseph Radetzky insistió en que Nugent condujese al punto a sus tropas a Verona para unir fuerzas. Una vieja herida hizo que Nugent tuviese que ceder el mando el 17 de mayo al general Georg Thurn Valsassina. Durando volvió a defender Treviso cuando apenas contaba ya en total con cuatro mil hombres. Thurn aprovechó la retirada de Durando de Piazzola para atravesar el Brenta y atacar Vicenza, que pudo defenderse. Cinco mil hombres protegían la plaza, la mayoría soldados pontificios. Contingentes de distintos puntos del Véneto acudieron a auxiliarlos: hombres de Durando y el batallón del general Giacomo Antonini, miembro de la Joven Italia que había reclutado volutnarios en Francia.
Radetzky cambió de opinión el 22 de mayo sobre la urgencia de la unión de fuerzas en vista del resultado de la batalla de Santa Lucia y ordenó a Thurn que asaltase Vicenza, que ya defendía once mil soldados, además de la Guardia Nacional y los propios habitantes. La batalla por posesión de la plaza se libró entre la noche del día 23 y la mañana del 24. Los austríacos atacaron la ciudad desde el oeste, pero fueron detenidos por la inundación que causaron los defensores, que a su vez contraatacaron con vigor. Un destacamento austríaco trató también de hacerse con la plaza desde las colinas de Berici, pero no lo logró. Thurn ordenó la retirada a Verona a las nueve de la noche. Sus fuerzas se unieron finalmente con las de Radetzky el día 25.

## Segunda fase de la primera campaña (mayo-agosto de 1848)

### Fernando deja la guerra

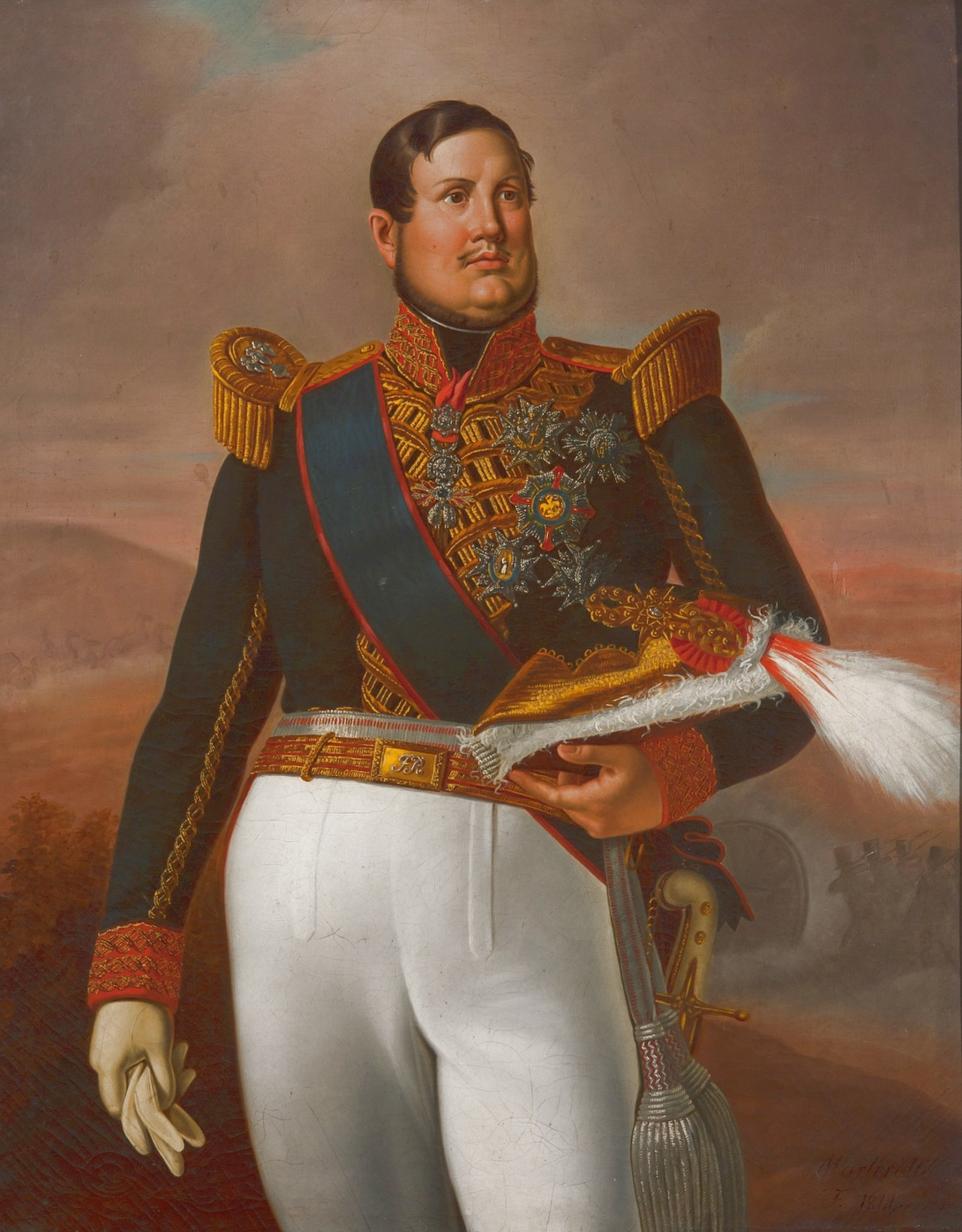
Fernando II abandonó la campaña contra Austria para sofocar la revolución que había estallado en Sicilia.

Al mismo tiempo, en Nápoles, Fernando II decidió abandonar la guerra, a consecuencia de los disturbios acontecidos en la capital el 15 de mayo; para entonces su ejército ni siquiera había llegado a combatir al enemigo. La decisión tuvo motivos políticos: el que no se formase una liga italia, la retirada de la guerra de Pío IX y la necesidad de reconquistar Sicilia, que se había independizado como reino.
El jefe de la primera brigada napolitana que había partido de Bolonia hacia Ferrar el 21 de mayo, Guglielmo Pepe, recibió orden de regresar al punto al Reino de las Dos Sicilias a las pocas horas de haberse puesto en camino hacia el norte. Pepe, era contrario a regresar, pero finalmente obedeció y envió de vuelta al grueso de la brigada. Solamente continuó hacia septentrión el 10.º Regimiento «Abruzzo», que ya había se había unido a unidades piamontesas. Este regimiento volvió a Nápoles tras la batalla de Goito.
En la Romaña, los oficiales borbónicos titubeaban: uno de ellos, el coronel Carlo Francesco Lahalle, se suicidó, incapaz de decidir entre sus ideales y su rey. Un pequeño contingente napolitano al mando de Pepe y de algunos oficiales jóvenes (entre ellos: Luigi Mezzacapo, Carlo Mezzacapo, Enrico Cosenz, Cesare Rosaroll y Girolamo Calà Ulloa) sí alcanzó Venecia, en donde combatió hasta el final de la guerra.

### Batalla de Curtatone y Montanara (29 ed mayo de 1848)

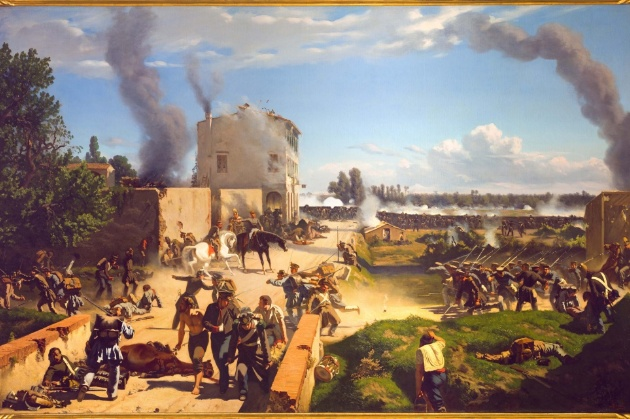
La batalla de Curtatone y Montanara, en la que los voluntarios toscanos y napolitanos combatieron con denuedo. Cuadro de Pietro Senna.

Las fuerzas conjuntas de Thurn y Radetzky partieron de Verona el 27 de mayo, dos días después de unir fuerzas. Deseaban flanquear al ejército piamontés por el sur, socorrer Pescheria y lograr una victoria decisiva. El ejército de Carlos Alberto estaba apostado en las dos orillas del Mincio entre Pescheria y Mantua. Radetzky decidió emprender la operación según salió de Mantua, cerca de Curtatone y Montanara –el punto débil de la línea enemiga—. Ese punto lo defendían cinco mil cuatrocientos hombres, entre ellos toscanos y napolitanos, voluntarios y hombres del 2.º Batallón del 10.º Regimiento «Abruzzo», que todavía no habían recibido la orden del rey Fernando II de retirarse.
El ejército austríaco salió de Verona la mañana del día 27: lo formaban tres columnas de cuarenta y cinco mil hombres en total al mando de Eugen Wratislaw von Mitrowitz (I Cuerpo), Konstantin d'Aspre (II Cuerpo) y Gustav Wocher (reserva). Alcanzó Mantua al día siguiente. El Estado Mayor piamontés se alarmó y concentró fuerzas en Goito. Los austríacos cruzaron el Mincio a la una de la tarde del día 19, en varias columnas. Una de estas se dirigió a Governolo (a quince kilómetros al sureste de Mantua, junto al Mincio) para enfrentarse a los parmesanos y modeneses. Otras dos atacaron Curtatone y Montanara y la cuarta el cercano pueblo de San Silvestro con la intención de flanquear a los toscanos y napolitanos desde el sur.
Las tres columnas que se encaminaban hacia Curtatone, Montanara y San Silvestro contaban con veinte mil soldados y cincuenta y dos cañones. Dos mil quinientos hombres al mando del coronel piamontés Campia defendían Curtatone; los dos mil trescientos del coronel Giuseppe Giovannetti hacían lo propio en Montanara. El resto se hallaba en reserva. Los austríacos asaltaron Curtatone hacia las diez y media de la mañana. Fueron rechazados, bombardearon el pueblo e intentaron una nueva acometida, que volvió a fracasar. En Montanara, los combates fueron reñidos y la línea de los defensores no se quebró hasta las dos de la tarde. A esa hora los austríacos reanudaron los embates a Curtatone; el centro de la defensa se mantuvo firme, no así los flancos, y pasadas las cuatro de la tarde el general Cesare De Laugier de Bellecour, jefe de la división toscana, ordenó la retirada, con lo que concluyó la batalla.
Ciento sesenta y seis toscanos y napolitanos perecieron en la lid, quinientos dieciocho fueron heridos y otros mil ciento setenta y hecho capturados por el enemigo. En el bando contrario, noventa y cinco austríacos murieron, quinientos dieciséis fueron heridos y ciento setenta y ocho desertaron. Los piamonteses pudieron concentrar fuerzas en el sur para prepararse a afrontar la arremetida enemiga en Goito, algo al sur de donde habían sido batidos por el enemigo; los combates en Curtatone y Montanara, pese a haber terminado el derrota, lo habían permitido.

### Insurrección de Cadore
Cadore se mantuvo alzado durante más de un mes desde el 29 de abril; cuatro mil hombres mal armados tuvieron que hacer frente a las tropas austriacas enviadas a Belluno a unirse al ejército de Nugent. La República de San Marcos envió a Pietro Fortunato Calvi a dirigir a los rebeldes, a los que atacó el mayo el general Karl Freiherr von Culoz con fuerzas muy superiores; la rebelión fue sofocada finalmente entre el 6 y el 9 de junio y Calvi se retiró a Venecia.

### Batalla de Goito y caída de Peschiera (30 de mayo de 1848)

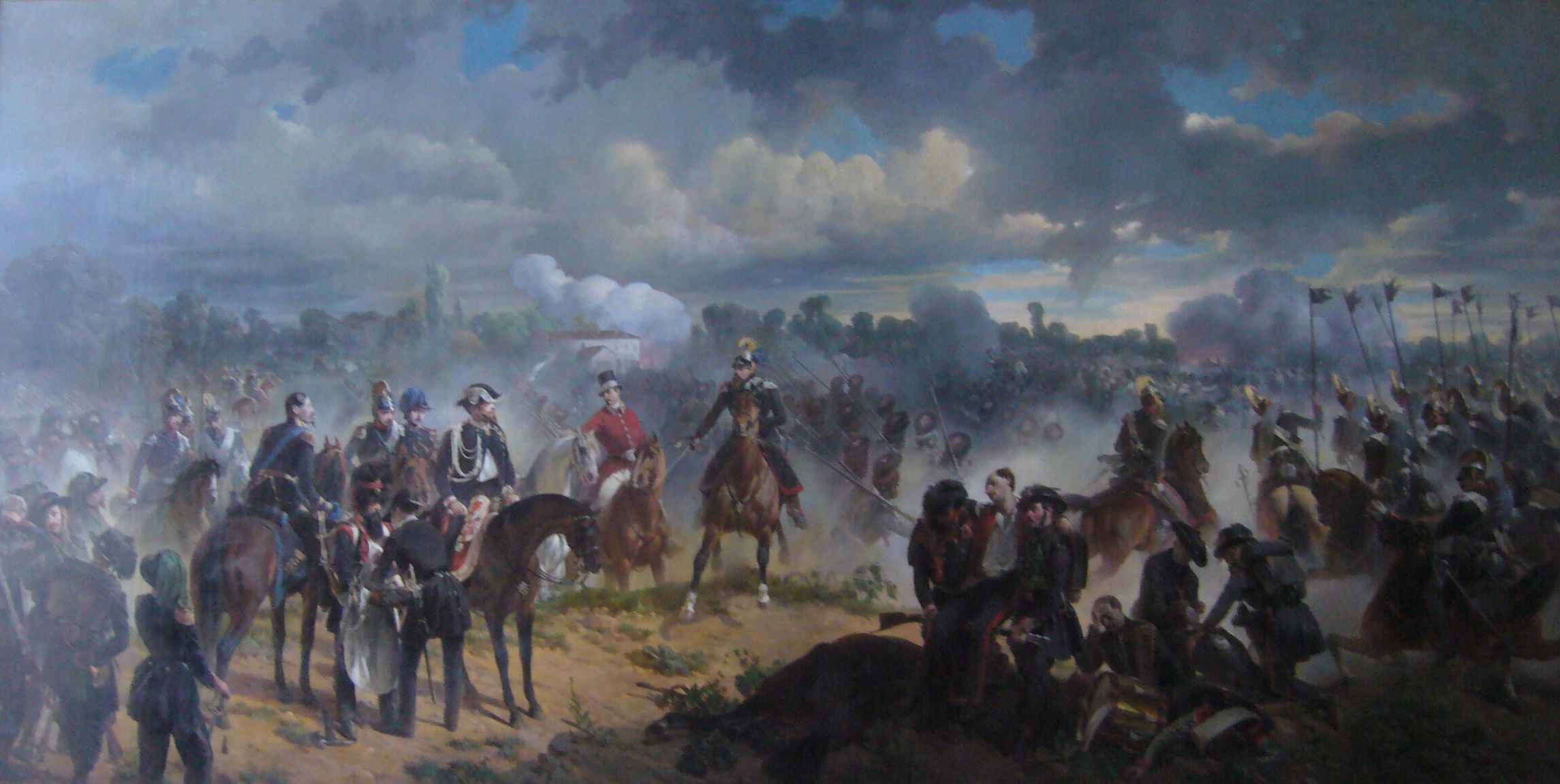
El contraataque piamontés en la batalla de Goito, visto desde la retaguardia. Obra de Felice Cerruti Bauduc (1817-1896).

Radetzky dividió sus fuerzas en dos grupos tras la victoria en Curtatone y Montanara: el I Cuerpo de Wratislaw y la reserva al mando de Wocher (unos veintiséis mil soldados) fueron enviados al norte, hacia Goito; el II Cuerpo de D'Aspre (catorce mil hombres) fueron despachados al noroeste, hacia Guidizzolo y Medole, pasando por Rodigo y Ceresara. El objetivo era flanquear al enemigo dispuesto en el Mincio, entre Valeggio, Volta y Goito.
Los exploradores piamonteses no informaron del veloz avance enemigo, por lo que Bava, que mandaba la unidad más expuesta a una acometida desde el sur, el I Cuerpo, decidió concentrar a sus hombres cerca de Goito. Hacia las tres de la tarde del día 30 tenía veintiún batallones de infantería, veintitrés escuadrones de caballería y cincuenta y seis cañones piamonteses, además del batallón napolitano del 10.ª Regimiento «Abruzzo» y mil toscanos reunidos en esa posición.
El enemigo emprendió el ataque al I Cuerpo media hora después. La derecha austríaca, situada junto al Mincio, avanzó rápidamente, pese al castigo de la artillería enemiga. El centro rompió la primera línea piamontesa, pero hubo de retroceder ante la acometida de la segunda y quedó también a merced de los cañones enemigos. Los austríacos enviaron refuerzos al I Cuerpo que atacaba al enemigo, pero la situación no mejoró. Radetzky, que había perdido contacto con el II Cuerpo, ordenó la retirada. La caballería piamontesa hostigó al enemigo durante la maniobra. La batalla terminó hacia las siete de la tarde. Cuarenta y tres italianos habían fallecido en la lid y doscientos cincuenta y tres habían sido heridos; sesenta y ocho austriacos perdieron la vida, trescientos treinta y uno fueron heridos y doscientos veintitrés desertaron.
El plan de Radetzky había fracasado. Solamente catorce de sus batallones había llegado a entrar en combate y la caballería no había participado en la lucha. La noticia de la toma de Peschiera había llegado cuando los piamonteses emprendían el último contraataque y poco después se conoció la retirada enemiga hacia Goito. El doble triunfo hizo que se vitorease a Carlos Alberto como «rey de Italia».

### Conquista austríaca de Vicenza (5-11 de junio de 1848)

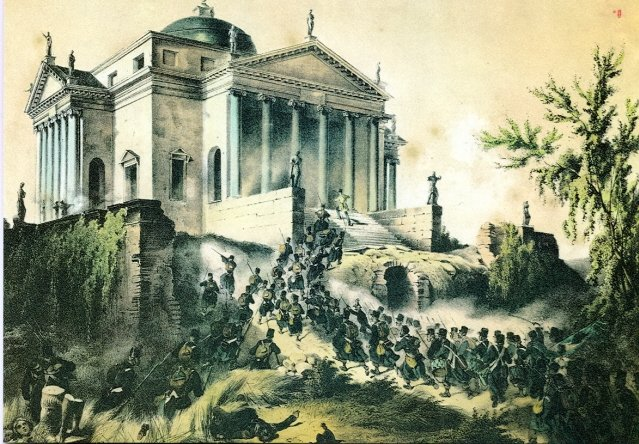
Ocupación austríaca de Villa Capra "La Rotonda" durante la batalla de Monte Berico.

Radetzky no se retiró a Verona tras perder Peschiera y ser vencido en Goito, sino que el 5 de junio se encaminó a Vicenza. Atacó la ciudad con los dos primeros cuerpos de ejército, dos brigadas del tercero (lo que antes había constituido la reserva)). Avanzó desde el sur con la intención de apoderarse de las colinas de Berici que dominan el acceso meridional a la plaza. Once mil hombres la defendía, antiguas tropas pontificias al mando del general Durando y voluntarios.
Treinta mil austríacos con ciento veinte cañones avanzaron en arco desde el sur y el este. Los jefes del ejército piamontés, lejos de la ciudad, no reaccionaron: confiaban en que resistiría al menos varios días.
Radetzky arremetió con el I Cuerpo con el propósito de ocupar los alcores al sur de la ciudad. La vanguardia austríaca chocó con la enemiga al amanecer del 10 de junio. El II Cuerpo austríaco encontró enconada resistencia al este de la plaza, pero el punto crucial de la batalla estuvo en el sur, en torno a la Villa Capra "La Rotonda", donde el I Cuerpo austriaco venció a los voluntarios romanos. Los defensores trataron de contraatacar en balde hacia las dos de la tarde. Los defensores se replegaron en torno a las cinco de la tarde a la basílica de Santa María de Monte Berico, perseguidos de cerca por dos brigadas enemigas.
Durando despachó a la reservas, pero la situación no mejoró; convencido de que había sido derrotado, a las siete de la tarde anunció la necesidad de rendirse, pese a la opinión contraria de muchos de los ciudadanos de Vicenza. Los austríacos entablaron negociaciones; permitieron que las antiguas tropas pontificias se retirasen al sur del Po a cambio de la promesa de que no participarían en la guerra durante los tres meses siguientes. Unos nueve mil defensores dejaron la ciudad al día siguiente, 11 de junio. Doscientos noventa y tres italianos habían muerto en los combates y mil seiscientos sesenta y cinco más habían sido heridos; en el bando austríaco, ciento cuarenta y un hombres murieron, quinientos cuarenta y uno fueron heridos y ciento cuarenta más desertaron.

### Extensión del frente (junio-julio de 1848)

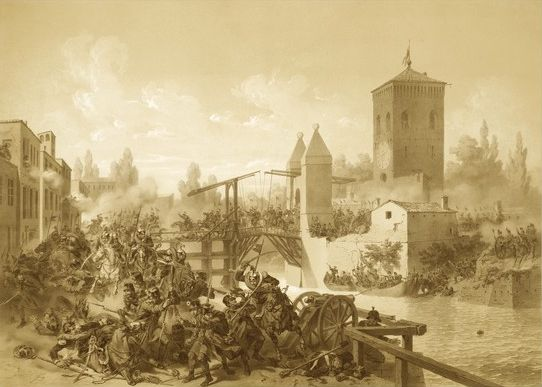
La batalla de Governolo, vista desde el lado piamontés. Litografía francesa de la época.

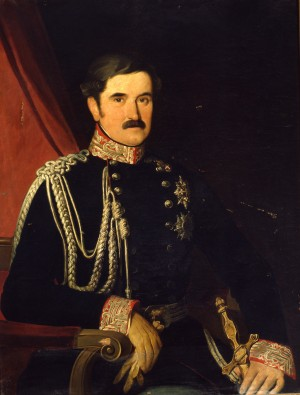
Eusebio Bava, jefe del I Cuerpo de Ejército piamontés.

La caída de Vicenza expulsó a las fuerzas del general Durando del Véneto y permitió la conquista austríaca de Padua y Treviso el 13 de junio y de Palmanova el 24 del mismo mes.
Carlos Alberto reunió un consejo de guerra al enterarse del ataque enemigo a Vicenza el 8 de junio. Franzini deseaba aprovechar la situación para asaltar Verona inmediatamente, pero el consejo decidió atacar Peschiera desde el noreste y ocupar Rivoli Veronese. El recuerdo de la batalla Santa Lucia seguía fresco en la memoria.
Así, el 10 de junio, mientras el grueso del ejército enemigo estaba concentrado en torno a Vicenza, el II Cuerpo piamontés avanzó por la llanura de Rivoli, donde Napoleón había vencido en 1797 a los austríacos. Las unidades enemigas se retiraron y permitieron que los piamonteses alcanzasen su objetivo. La ocupación de Rivoli fortaleció la izquierda piamontesa, pero dejó al ejército en su conjunto demasiado esparcido.
El mes siguiente los piamonteses permanecieron inactivos, pese a que había empezado el cerco a Mantua. Carlos Alberto sopesaba atacar allende el Adigio y pasó de Valeggio sul Mincio a Roverbella. Se entrevistó con Giuseppe Garibaldi el 4 de julio, que había vuelto de su destierro en América del Sur, al que había sido condenado por la invasión de Saboya. El rey lo recibió con frialdad y le dijo que tratase con Franzini; se negó a concederle el grado de general, pues lo consideraba indigno de ello.
Los austríacos, por su parte, trataron de reforzar la guarnición de Ferrara, ocuparon Governolo (al sureste de Mantua, en la confluencia del Mincio y del Po) con una brigada el 16 de abril, dejaron en él cinco compañías y se retiraron al Cuadrilátero. Eusebio Bava, que mandaba una brigada para impedir las incursiones enemigas, decidió atacar Governolo. Bombardeó el lugar el 18 de julio desde el Mincio al tiempo que una compañía de tiradores selectos remontaba el río para acometer al enemigo en la orilla izquierda y bajar el puente levadizo. Lo logró, y la caballería piamontesa penetró al punto en la localidad seguida de la artillería; los austríacos se retiraron, pero perdieron cuatrocientos hombres que fueron hechos prisioneros.
La batalla de Governolo fue una notable victoria de los saboyanos, pero los dejó muy dispersos: ocupaban setenta kilómetros entre Rivoli y Governolo, una línea muy débil ante cualquier acción del enemigo.

### Batalla de Custoza (22-27 de julio de 1848)

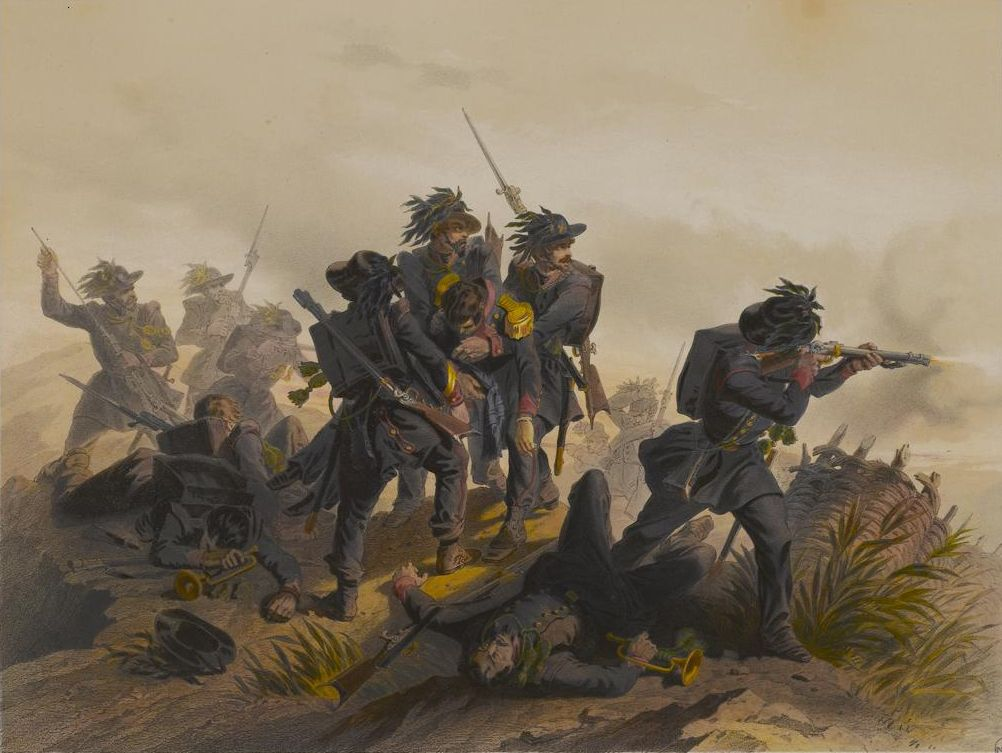
Tiradores afrontan la arremetida austríaca en Rivoli el 22 de julio de 1848

Los dos bandos contaban con fuerzas casi igualadas en la zona el 20 de julio de 1848: el italiano tenía setenta y cinco mil soldados; el austríaco, setenta y seis mil. La primera línea piamontesa estaba dividida en dos grupos: uno situado cerca de Mantua y el otro del Adigio, frente a Verona, donde se habían concentrado los austríacos.

#### Comienzo de la ofensiva austríaca
El III Cuerpo austríaco de Thurn atacó desde el norte de Rivoli al amanecer del 22 de julio al extremo de la izquierda enemiga. Los hombres de De Sonnaz detuvieron la acometida y contraatacaron.
Al día siguiente, a las siete y media de la mañana Radetzky desencadenó un gran ataque en el Mincio entre Sona y Sommacampagna. Los cuerpos I y II superaron la tenaz resistencia enemiga y hacia mediodía habían arrebatado a los piamonteses los principales reductos que habían ostentado durante los tres meses anteriores. El II Cuerpo de De Sonnaz se retiró durante la tarde y se concentró en Cavalcaselle, algo al este de Peschiera.
Los austríacos atravesaron el Mincio en Salionze (entre Peschiera y Monzambano) con gran precaución en torno a las cuatro de la tarde y vencieron a las cansadas fuerzas de De Sonnaz a la mañana siguiente. Dominaban Salionze, Monzambano y Veleggio esa tarde, tres puntos que permitían atravesar el Mincio. A las cuatro y media Bava volvió a la orilla izquierda del río desde Mantua y acometió a la izquierda de la vanguardia enemiga. La batalla se disputó en Staffalo, entre Sommacampagna y Custoza, cuyas alturas dominaban los piamonteses. Las prisas por cruzar el Mincio cuanto antes habían dejado a Radetzky amenazado desde las dos orillas del río, pero tan pronto como tuvo conocimiento del embate enemigo, retiró a los contingentes que ya habían pasado al oeste del río.

#### Fracaso del contraataque piamontés

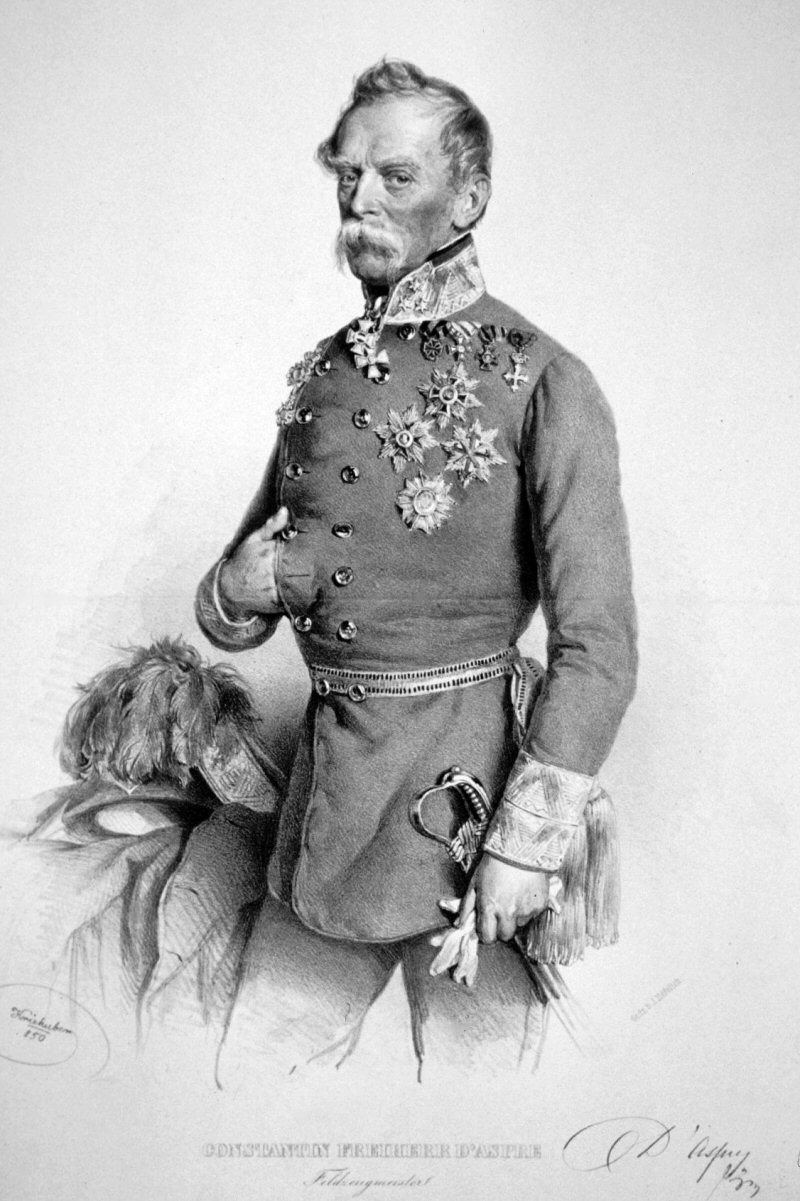
Konstantin d'Aspre, jefe del II Cuerpo de Ejército austríaco.

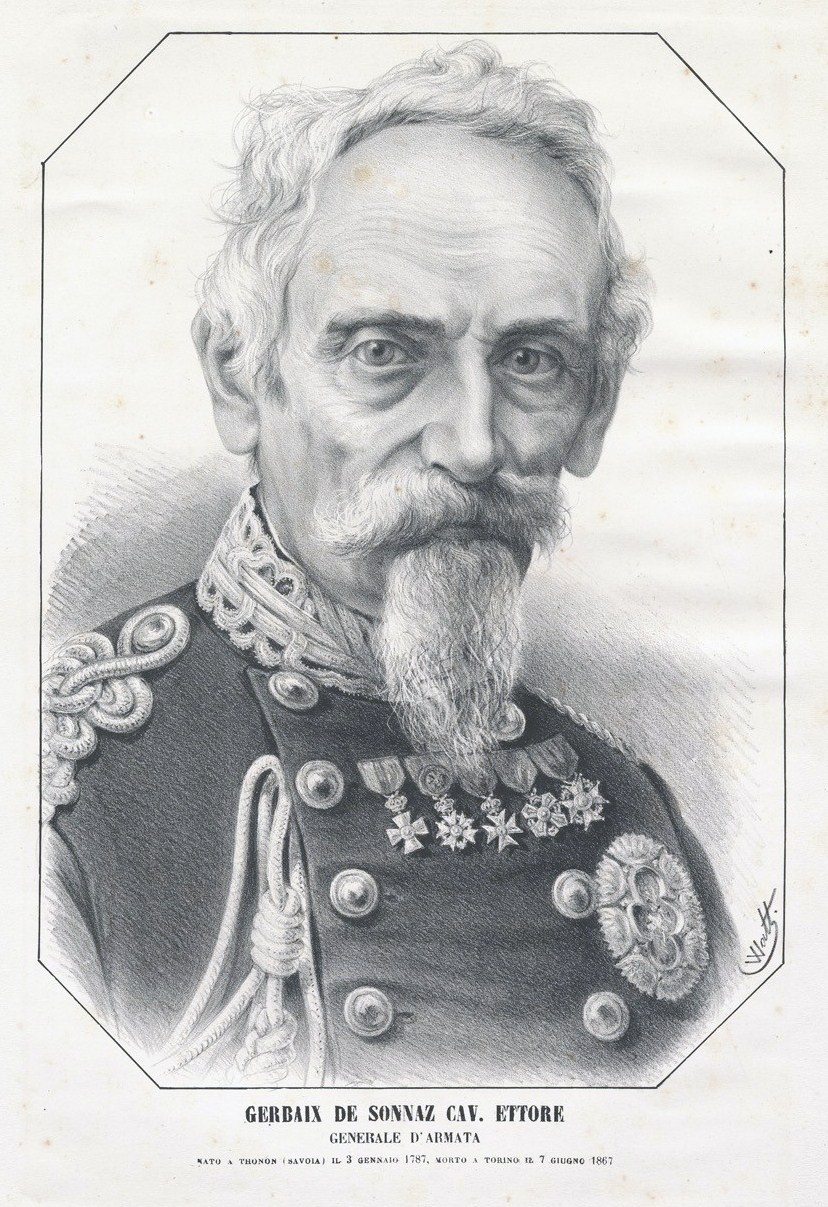
Ettore De Sonnaz, jefe del II Cuerpo de Ejército piamontés.

El mando piamontés ordenó un ataque del I Cuerpo hacia el Mincio el 25 de julio con el propósito de alcanzar al II Cuerpo que se hallaba en la orilla derecha y cortar la línea de abastecimiento del enemigo con el Cuadrilátero.
No obstante, Radetzky previó la maniobra, se volvió en Valeggio y acometió al enemigo al noroeste de Custoza y  Sommacampagna. Cuarenta mil austríacos atacaron a veinte mil italianos. Radetzky logró dividir a las fuerzas de Carlos Alberto y vencer a De Sonnaz antes de enfrentarse con Bava.
El contraataque austríaco frenó en seco el avance italiano en Valeggio hacia las once de la mañana del 25 de julio. El II Cuerpo de De Sonnaz no había llegado a tiempo a reunirse con el otro que avanzaba hacia él, pese a las órdenes.
Las unidades de Bava al este del Mincio se hallaban divididas en la línea Valeggio-Sommacapagna (suroeste-noreste). El duque de Génova logró repeler tres asaltos enemigos a la derecha piamontesa entre las once y las doce y medias de la mañana en Sommacampagna, pero una cuarta acometida del II Cuerpo enemigo lo hizo retroceder a Staffalo y Custoza hacia la una y media de la tarde.
Carlos Alberto le ordenó entonces a De Sonnaz, al que se le había indicado que no interviniese hasta las seis de la tarde, que acudiese desde Goito con parte de sus tropas y dejase el resto en Volta Mantovana con órdenes de no abandonarla salvo en caso de urgencia extrema. Pero De Sonnaz, desanimado por los acontecimientos del día anterior, abandonó Volta a medianoche, sin combatir.
El I Cuerpo austríaco atacó la izquierda enemiga cerca de Valeggio hacia las cuatro ed la tarde. Los combates también arreciaron en el centro y la derecha, donde el duque de Génova, en riesgo de ser flanqueado, ordenó la retirada a Villafranca a las cinco y media.
La izquierda y la derecha piamontesas se retiraban, por lo que el centro quedó debilitado; el enemigo arremetió contra él a las seis y media y lo obligó a retirarse a Custoza. Un nuevo asalto enemigo lo hizo replegarse más aún, hasta el Po. Esta maniobra puso fin a la batalla de Custoza en la que murieron doscientos doce italianos, quinientos cincuenta y siete fueron heridos y doscientos setenta capturados, frente a los ciento setenta y cinco muertos austríacos, setecientos veintitrés heridos y cuatrocientos veintidós que fueron apresados o desertaron.

#### Volta Mantovana

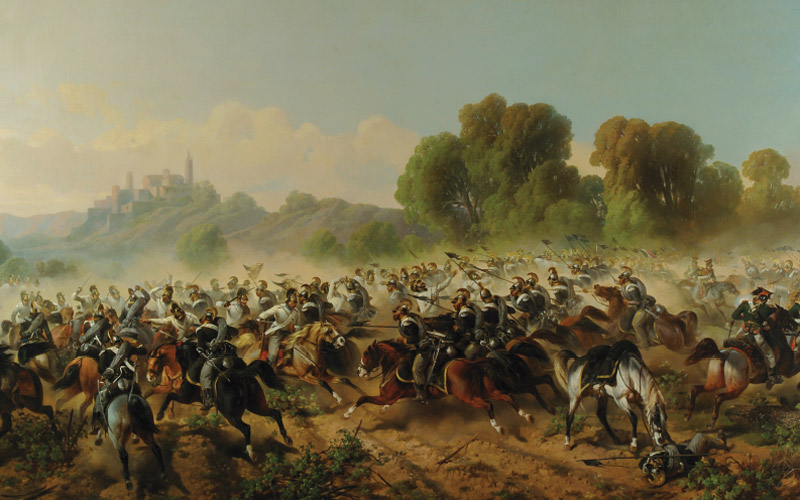
Carga del regimiento de caballería genovés en Volta Mantovana el 27 de julio de 1848. Cuadro de Felice Cerruti Bauduc, 1858.

Carlos Alberto ordenó a Bava que se retirase a Goito a las diez de la noche del día 25, tras la derrota en Custoza. Hora y media después ordenó a De Sonnaz que resistiese en Volta y que contuviese al enemigo en el Mincio. Para entonces, De Sonnaz probablemente ya había evacuado Volta y recibió la orden cuando llegó a Goito a las cinco de la mañana del 26 de julio. Carlos Alberto le ordenó a mediodía que volviese a Volta con la 3.ª División. Así, la vanguardia austríaca, que ya había ocupado Volta, tuvo que resistir el ataque de De Sonnaz hacia las seis de la tarde. El combate acabó pasadas las once de la noche y a las dos de la madrugada De Sonnaz ordenó la retirada hasta que recibiese refuerzos.
Mientras, Carlos Alberto abandonó el bloqueo de Mantua y envió una brigada a Volta, con la que los piamonteses reanudaron el asalto al enemigo el 27 de julio, sin lograr tomar la plaza ante el contraataque enemigo. De Sonnaz ordenó la retirada a las seis de la mañana, ante el vigor de la contraofensiva austríaca. La caballería enemiga intentó desbaratar el repliegue cuando los piamonteses se habían retirado un par de kilómetros, pero la piamontesa cargó varias veces para impedirlo. Las tropas de De Sonnaz alcanzaron Goito hacia las diez de la mañana; con ello acabó la batalla de Custoza.

### Retirada piamontesa hacia Milán (27/7/1848-3/8/1848)

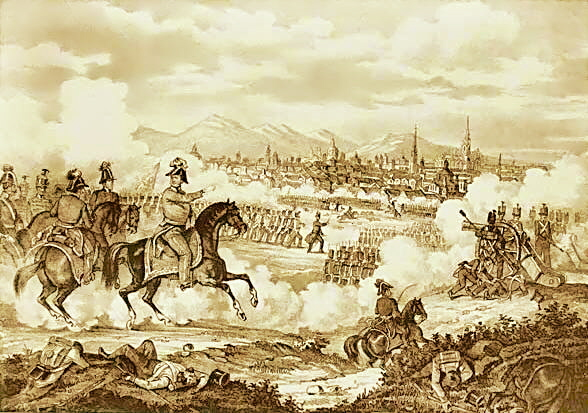
Los austriacos se acercan a Milán a comienzos de agosto de 1848.

El consejo de guerra que presidió Carlos Alberto el 27 de julio en Goito decidió a las ocho de la mañana entablar conversaciones con el enemigo para firmar una tregua. Se despachó una pequeña delegación encabezada por el coronel Alfonso Ferrero La Marmora a parlamentar. Mientras, Eusebio Bava ordenó a las tropas que se colocasen al norte de Goito, pero algunas desobedecieron. La derrota había fomentado la indisciplina y sembrado el desánimo. El general Claudio Seyssel d'Aix di Sommariva, jefe de la 1.ª División en Custoza, soslayó las órdenes, se retiró y se dirigió con la Brigada Aosta hacia el sur, hacia el curso bajo del Oglio, acompañado por el general Vittorio Garretti di Ferrere (jefe de la 2.ª División), que llevó consigo a la Brigada Casale.

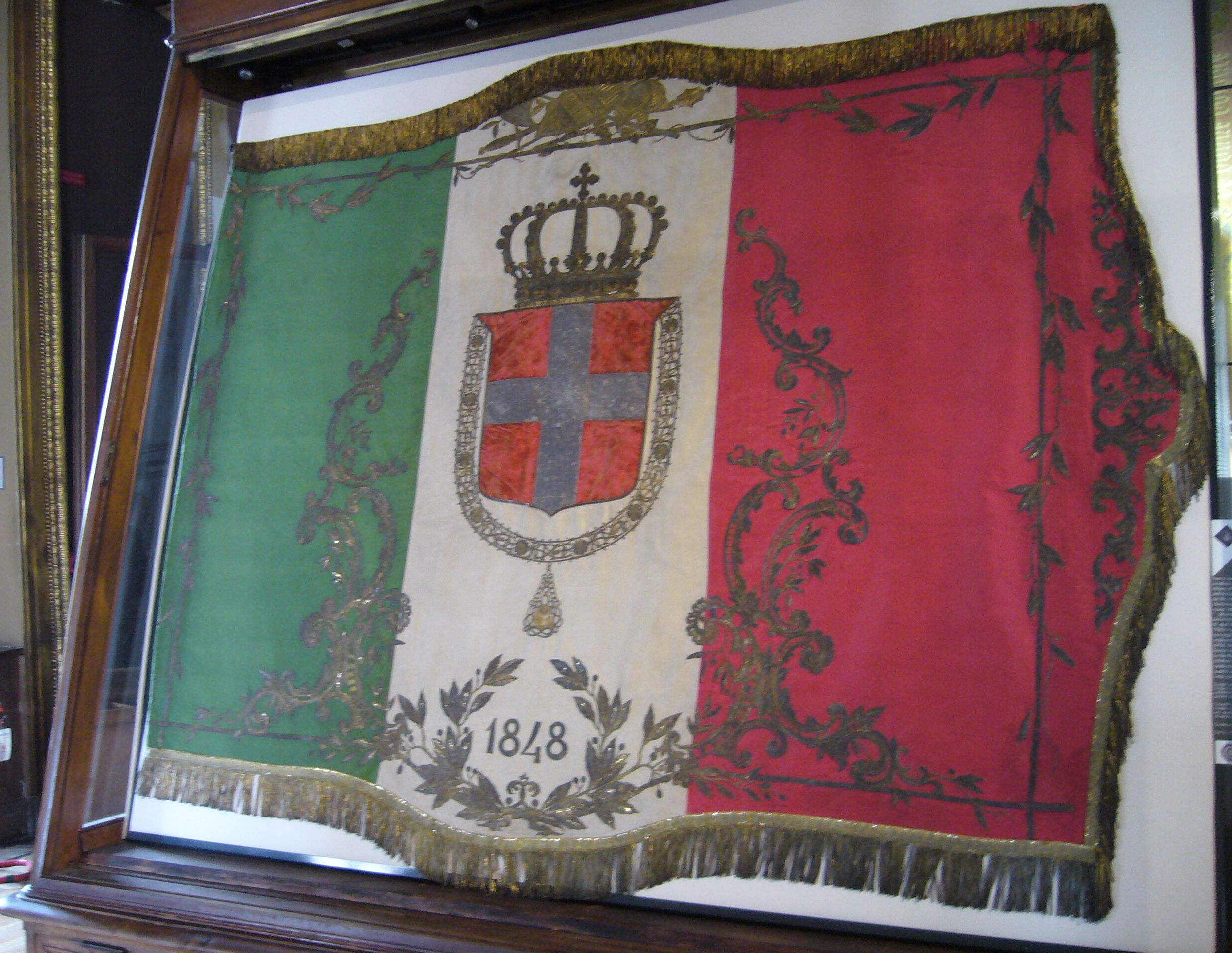
Bandera donada por mujeres milanesas a Carlos Alberto en la primavera o verano de 1848, expuesta en la Armeria Reale de Turín.

La delegación volvió por la tarde con la noticia de que Radetzky estaba dispuesto a firmar la tregua si los piamonteses se retiraban al Adda y devolvían Pescheria, Venecia, Osoppo (que aún conservaban los venecianos) y los ducados de Módena y Parma (este había aprobado la anexión al reino de Cerdeña en la primavera). Carlos Alberto se negó rotundamente a aceptar las condiciones austríacas.
Los piamonteses emprendieron la retirada al Oglio a las nueve de la noche; el cruce del río concluyó al día siguiente. Bava sabía que no podía defender el Oglio, por lo que, tras diez horas de descanso, prosiguió la marcha hacia el oeste. Los austríacos lo seguían y trataban de acuciarlo para que acelerase la marcha y sus fuerzas se desperdigasen.
El ejército piamontés cruzó el Adda el día 31 y se aprestó a resistir la arremetida enemiga. Pero la línea apenas resistió un día, quebrada en Crotta d'Adda. El comandante Sommariva decidió retirarse de la orilla derecha del río ya que las ciénagas le impedían desplegar la artillería; confundió los planes del enemigo y exageró su propia fuerza. El repliegue les permitió a los austríacos atravesar el río. Sommariva, que ya se había retirado el  27 de julio sin órdenes para ello, marchó a Plasencia y rompió la línea de defensa.
Ante el quebrantamiento de la línea del Adda, Carlos Alberto decidió concentrar al ejército en Milán, pese a la oposición de casi todos los generales; era una maniobra política, para no perder el apoyo que había obtenido para la dinastía en la ciudad. El Gobierno provisional de Milán había aprobado la anexión a Piamonte el 8 de junio, pero existía el peligro de que se proclamase una república lombarda que atrajese la intervención de la Segunda República Francesa, posibilidad que preocupaba tanto a los piamonteses como a los austriacos.
El ejército piamontés se dirigió al norte, y llegó a Lodi el 2 de agosto; allí el rey destituyó a Sommariva y Di Ferrere a causa de sus acciones de la semana anterior. El ejército continuó la marcha y a mediodía del 3 de agosto la vanguardia alcanzó las afueras de Milán.

### Rendición de Milán y armisticio de Salasco (4-9 de agosto de 1848)

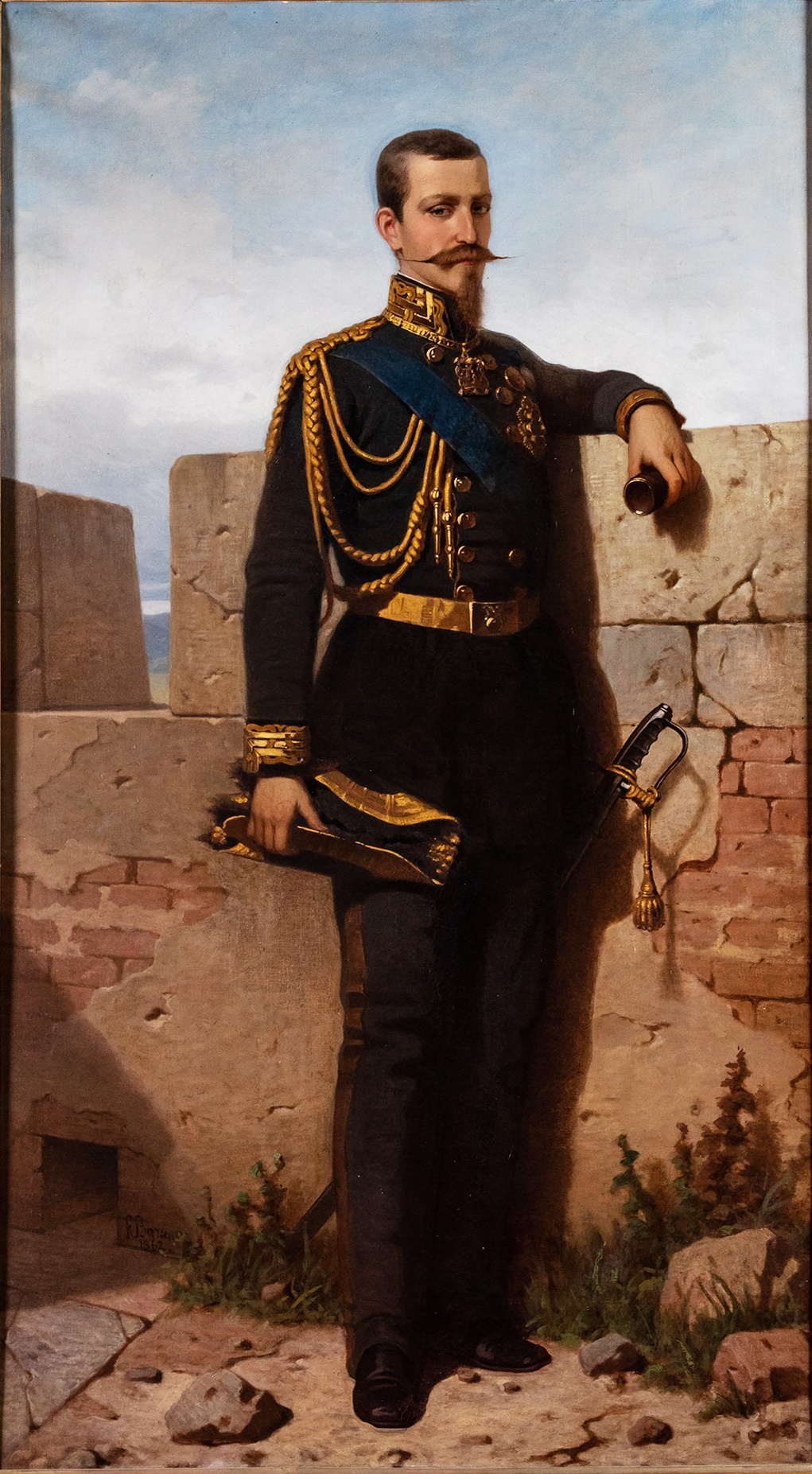
El príncipe Fernando, que se distinguió en la guerra al mando de la 4.ª División piamontesa.

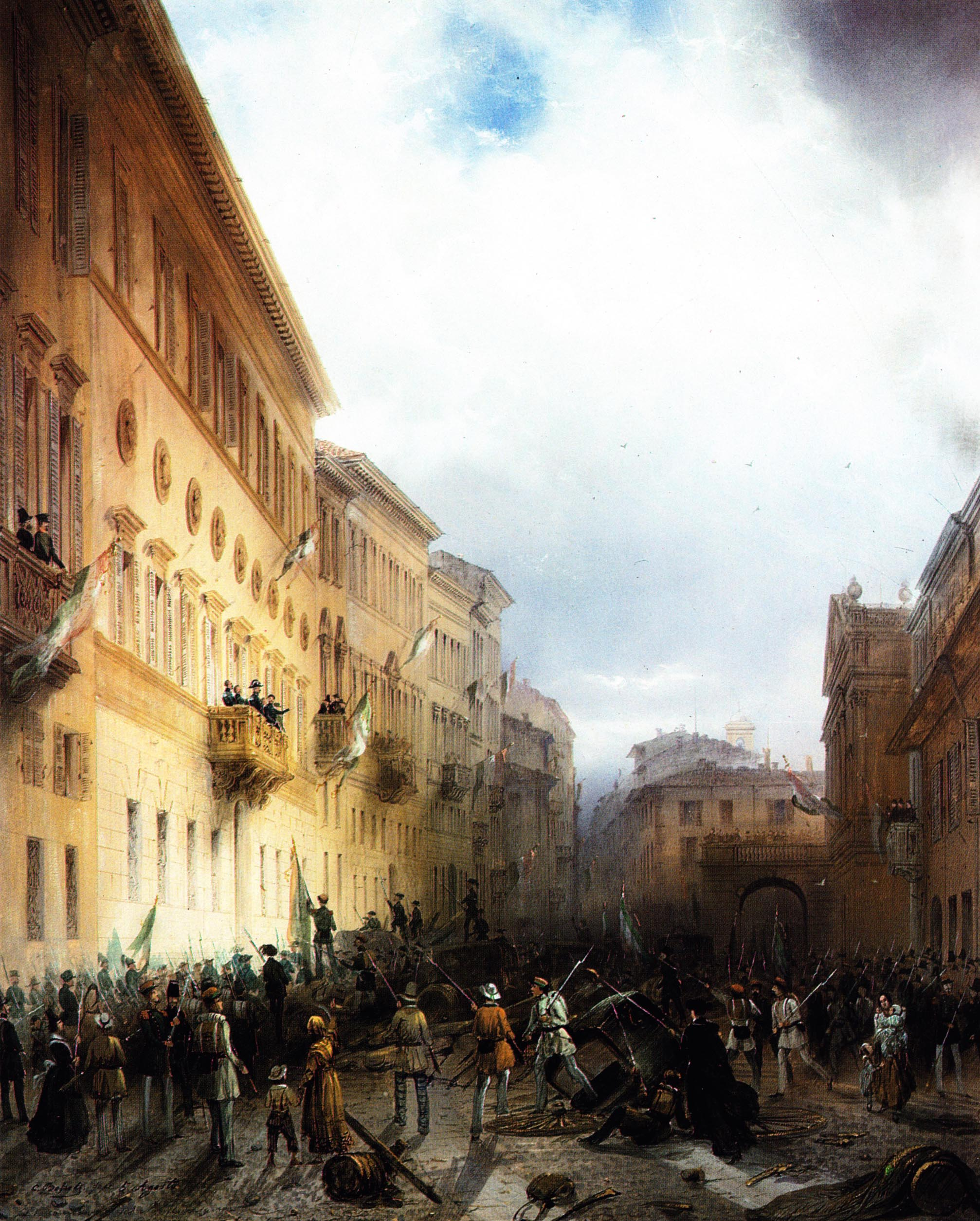
Carlos Alberto en el balcón del Palazzo Greppi de Milán, desde el que trata de calmar a la multitud que rechaza el armisticio del 5 de agosto de 1848. Cuadro de Carlo Bossoli.

Los austríacos seguían de cerca a los piamonteses y el 4 de agosto emprendieron el que resultó ser la última ofensiva de la guerra, en la carretera de Melegnano, al sur de Milán. Los piamonteses resistieron al comienzo cerca de near Ca' Verde y Nosedo, pero luego hubieron de retirarse de Cascina Pismonte. La brigada del general general Mario Broglia trató de contraatacar, pero fue en vano, pues Bava ya había decidido retirarse a las fortificaciones milanesas.
Los piamonteses se encerraron en la ciudad hacia las siete de la tarde. Cuarenta y dos de ellos habían perecido en los combates del día, doscientos veintiocho más habían sido heridos y ciento cuarenta y dos habían caído en poder del enemigo. Por su parte, las bajas austríacas habían sido de cuarenta muertos, ciento noventa y ocho heridos y setenta y tres desertores. El consejo de guerra que empezó pasadas las ocho de la tarde decidió no defender la ciudad ante la falta de munición, víveres y dinero. La aceptación de Radetzky llegó a las seis de la mañana del 5 de agosto; se estipuló que Milán capitularía a cambio de que el ejército de Carlos Alberto pudiese retirarse sin impedimento al Piamonte.
Parte de la población milanesa se opuso al armisticio y exigió que se defendiese la ciudad hasta el final. Carlos Alberto quedó cercado por una multitud en el Palazzo Greppi que reclamaba que se defendiese Milán. Apareció en el balcón por primera vez y respondió a las preguntas del pueblo por medio de un funcionario. Poco después ratificó el armisticio que había acordado con el enemigo Carlo Canera di Salasco. Cesare Cantù lo convenció luego para que volviese a salir al balcón a calmar a la multitud, pero el rey se retiró después de que alguien disparase un rifle.
El rey abandonó Milán esa misma noche, protegido por tiradores de Alfonso La Marmora. El ejército emprendió la retirada también por la noche, seguido por una multitud de exiliados, alrededor de un tercio de la población de la ciudad. El ejército cruzó el Tesino el 6 de agosto, el mismo día que los austríacos entraron en Milán. Radetzky y Salasco acordaron tres días después un armisticio en virtud del cual el ejército de Carlos Alberto debía evacuar completamente el Reino lombardo-véneto.
La victoria de Radetzky causó gran impresión en Viena, capital de un imperio aún sacudido por los movimientos revolucionarios. El músico Johann Strauss compuso en honor del vencedor la Marcha Radetzky, que se estrenó en Viena el 31 de agosto.

## Primer mando de Garibaldi (30/7/1848-26/9/1848)

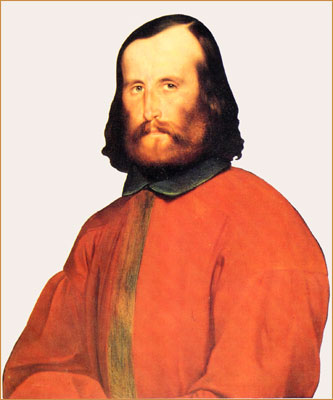
Giuseppe Garibaldi, cuya primera contribución al Risorgimento se verificó en la primera guerra de independencia.

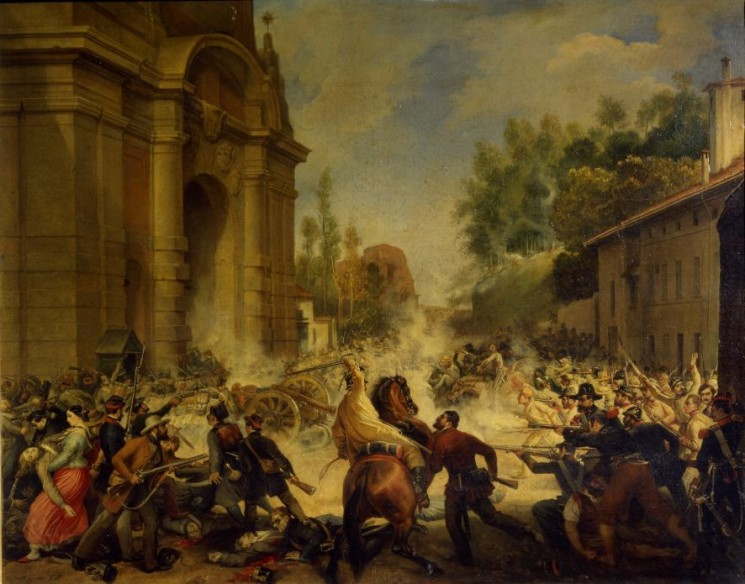
La expulsión de los austríacos de Bolonia el 8 de agosto de 1848, en un cuadro de Antonio Muzzi (1815-1894).

Antonio Franzini, ministro de Defensa, había despachado sin más a Giuseppe Garibaldi en julio, por lo que este se puso a disposición del Gobierno provisional milanés. Creó un cuerpo de voluntarios de cinco mil hombres y el 30 de julio entró en Bérgamo. Marchó desde allí a Monza, donde se enteró de las negociaciones de capitulación de Milán el 5 de agosto.
Sin dejarse desanimar por los rumores de armisticio, decidió continuar lo que denominó la «guerra popular». De Monza pasó a Como, donde no logró reclutar más hombres; marchó luego a San Fermo. Los voluntarios, hartos de las continuas marchas, empezaron a desertar, de suerte que, para cuando Garibaldi alcanzó el territorio piamontés el 10 del mes (en Castelletto sopra Ticino), ya no contaba con más de mil hombres. El duque Fernando de Génova le instó a que respetase el armisticio, pero Garibaldi se negó y volvió al Reino lombardo-véneto.
Se encontró con un destacamento de unos cuatrocientos cincuenta o quinientos austríacos en Luino el 15 de agosto, que huyó tras una escaramuza en la que los italianos hicieron treinta y siete prisioneros. Fue el primer combate y la primera victoria de Garibaldi en Italia. Radetzky despachó un nuevo contingente contra él que disputó sendas escaramuzas en Arcisate y Morazzone el 25 y el 26 de agosto. Garibaldi escapó a Suiza.

## «Guerra popular» durante el armisticio (9/8/1848-20/3/1849)
Sicilia se había rebelado contra los borbones y derrotado al ejército de Fernando II a comienzos de 1848. Los rebeldes aprobaron una nueva Constitución y el Parlamento siciliano nombró rey a Fernando de Saboya, duque de Génova el 10 de julio. La mala situación militar en Saboya hizo que el duque rechazase el ofrecimiento siciliano. Esto debilitó notablemente al Gobierno insurrecto. Poco después, el 30 de agosto, un ejército partió de Nápoles al mando de Carlo Filangieri, príncipe de Satriano, para recuperar la isla, cosa que hizo en 1849.
Tras la firma del armisticio de Salasco, el príncipe Francisco de Paula de Liechtenstein marchó contra Módena y Parma con el propósito de restaurar en sus tronos a los respectivos duques derrocados, al tiempo que el general Ludwig von Welden cruzaba el Po cerca de Ferrara el 28 de julio con siete mil soldados que había sacado del sitio de Venecia para ocupar Bolonia. No obstante, la ciudad se rebeló contra los austriacos el 8 de agosto y estos hubieron de abandonarla al día siguiente.
Venecia era la única ciudad de Lombardía y del Véneto aún en poder de los rebeldes; su Parlamento decidió aceptar ingresar en el reino de Cerdeña el 5 de julio. Se nombró a tres comisarios saboyanos para administrar la ciudad el 7 de agosto, pero cuando se anunció la firma del armisticio tuvieron que abandonarla junto con la flota piamontesa. Daniele Manin se hizo con el control de la ciudad y estableció un triunvirato. El mando de las tropas se concedió al exgeneral napolitano Guglielmo Pepe, que expulsó al enemigo de Mestre y se hizo con la plaza en octubre.
En Osoppo, en el Friul, trescientos cincuenta rebeldes a las órdenes de Leonardo Andervolti se encerraron en la fortaleza de la población, que se rindió a los austríacos el 13 de octubre.
Ese mismo mes, Giuseppe Mazzini marchó desde el cantón de Tesino con un contingente de voluntarios para apoderarse del lago de Como. El Val d'Intelvi se alzó, acaudillado por Andrea Brenta el 28 de octubre, antes de la llegada de Mazzini. El alzamiento privó a Mazzini de la posibilidad de sorprender al enemigo, pero pese a ello prosiguió la marcha: dividió a sus hombres en tres columnas (ochocientos cincuenta hombres en total) que invadieron el Val d'Intelvi desde Suiza, camino del lago de Como y de Luino. La población de Como los recibió con hostilidad y las desavenencias entre los jefes de la expedición la hicieron fracasar. Los austríacos recobraron el territorio entre finales de octubre y mediados de noviembre.

### Proclamación de las repúblicas toscana y romana
Leopoldo II, gran duque de Toscana, nombró primer ministro al demócrata Giuseppe Montanelli el 27 de octubre; este pretendía unirse a otros Estados italianos y reanudar la guerra con Austria, pero los acontecimientos no le dieron tiempo para poner en práctica este plan. El ministro del Interior romano, Pellegino Rossi fue asesinado el 15 de noviembre y la noche del 24 el papa Pío IX huyó de la ciudad y se refugió en la fortaleza napolitana de Gaeta. Montanelli exigió que el gran duque Leopoldo apoyase a los romanos; este, en vez de hacerlo, dejó la capital del ducado el 30 de enero de 1849 y se refugió en un navío británico en Porto Santo Stefano.
Giuseppe Mazzini entró en Florencia el 8 de febrero y el 15 se proclamó la república toscana. El embajador piamontés, Salvatore Pes, marqués de Villamarina, trató de que Leopoldo II recobrase el trono, pues de lo contrario Saboya perdería un aliado cuando se reanudase la guerra con Austria. Leopoldo, influenciado por el clero, se negó a intentarlo y se refugió con el papa en Gaeta.
Mientras, el 9 de febrero, se proclamó también una república en Roma, también dominada por Giuseppe Mazzini y que contó con el respaldo decidido de Giuseppe Garibaldi.

## Segunda campaña (20-24 de marzo de 1849)

### Fuerzas enfrentadas
El ministro de la Guerra piamontés Giuseppe Dabormida deseaba entregar el mando del Ejército a un francés, pero Carlos Alberto prefirió a un general polaco más inexperto, Wojciech Chrzanowski. Se destituyó a varios jefes de la primera campaña: Ettore de Sonnaz, Eusebio Bava (que había publicado un testimonio sobre las intervenciones del monarca en las decisiones del alto mando) y Carlo Salasco. Varios fueron los ministros que ostentaron la cartera de Guerra durante los meses que duró el armisticio: Dabormida, Alfonso La Marmora, Ettore de Sonnaz y Agostino Chiodo, que intentó mejorar el estado del Ejército. Se aplicaron diversas medidas: se concedieron permisos a algunos soldados; otros, con familia, pasaron a la reserva; otros más fueron licenciados, se aumentó el Cuerpo de Bersaglieri y se excluyó a los nuevos reclutas de las unidades de primera línea. La Cámara baja aprobó el 1 de marzo de 1849 la reanudación de las hostilidades contra Austria, por noventa y cuatro votos frente a veinticuatro. Carlos Alberto decidió reanudar las operaciones militares el 20 del mes.

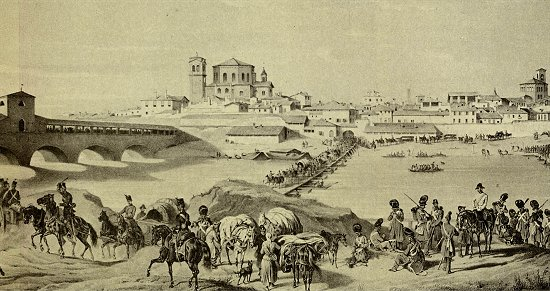
Los austriacos cruzan el Tesino en Pavía el 20 de marzo de 1849, para hacerse con una base desde la que invadir el Reino de Cerdeña.

El Ejército piamontés había abandonado la organización en cuerpos de ejército y contaba por entonces con cinco divisiones veteranas (la 1.ª, 2.ª, 3.ª, 4.ª y la de reserva) y tres nuevas (la 5.ª (lombarda), la 6.ª y la provisional de reserva). En total, ciento cincuenta mil soldados teóricos que, descontando los enfermos y los que se hallaban de permiso, se reducían a ciento quince mil, de los que sesenta y dos mil eran tropas de choque. El general Ettore Perrone di San Martino relevó a Maria Broglia al mando de la 3.ª División en el último momento antes del fin del armisticio.
Las cinco divisiones veteranas se concentraban en torno a Novara, una brigada estaba cerca del lago Mayor, al norte, y la 5.ª División entre Alejandría y Voghera, al sur. Otra brigada estaba apostada frente a Plasencia (en el Ducado de Parma, que ocupaban los austríacos) y la 6.ª División estaba en Sarzana y luego pasó a Parma.
El ejército austríaco, al que se avisó con ocho días de antelación del fin del armisticio según lo dispuesto en él, se hallaba concentrado en Pavía el 20 de marzo. Radetzky contaba con setenta y tres mil hombres además de los veinticinco mil de Julius Jacob von Haynau, dedicados a asediar Venecia, y de las guarniciones (en Plasencia, la guarnición la formaba toda una brigada). Radetzky había mantenido en lo posible a los mismos mandos que habían combatido en la campaña de 1848: Eugen Wratislaw von Mitrowitz mandaba el I Cuerpo; Konstantin d'Aspre, el II; Christian von Appel, el III; Georg Thurn Valsassina, el IV; y Gustav Wocher, el I Cuerpo de Reserva.

### Invasión del Reino de Cerdeña (20 de marzo)

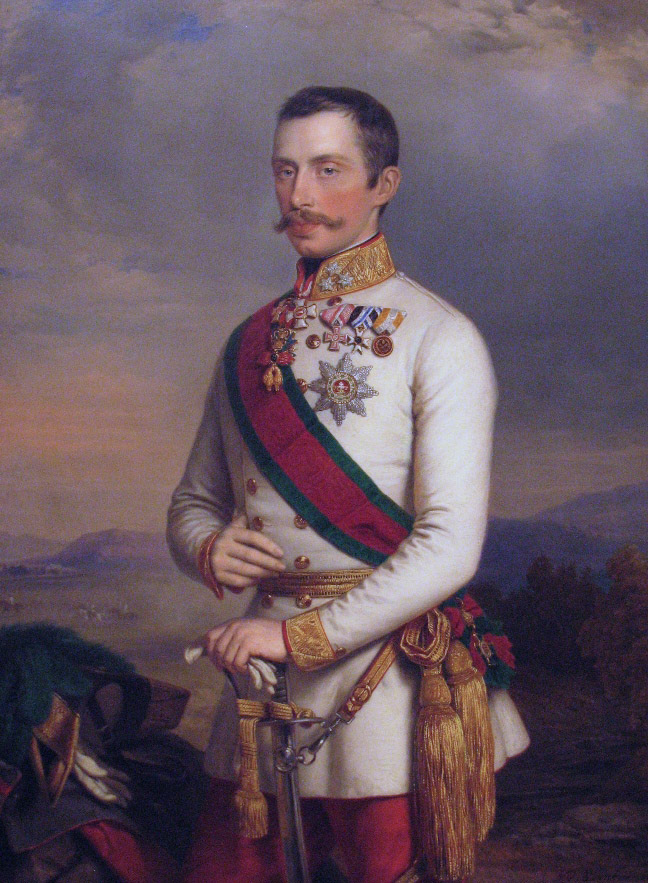
Alberto de Austria-Teschen, que mandó la división que venció en La Cava, a orillas del Tesino y dejó expedito el camino a Lomellina para el resto del ejército austríaco. Retrato de Miklós Barabás.

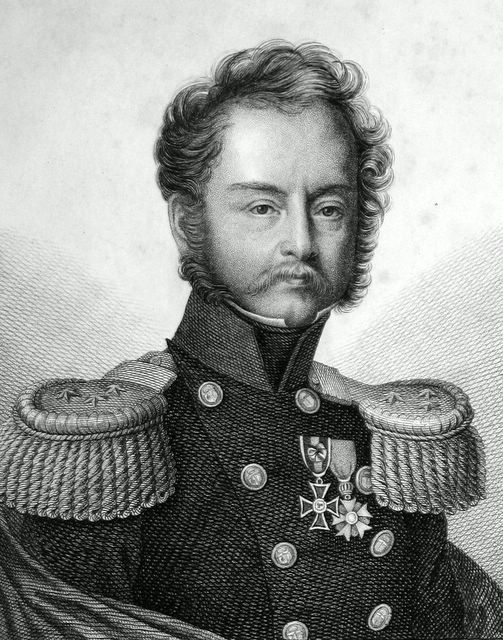
Girolamo Ramorino, que fue sometido a un consejo de guerra en Turín y fusilado por dejación del deber al mando de la división lombarda.

Las hostilidades se reanudaron oficialmente al mediodía del 20 de marzo. Las tropas piamontesas permanecieron en sus posiciones y se limitaron a reconocer la comarca de Magenta, allende el Tesino. Radetzky, por su parte, empleó Pavía como base para invadir por sorpresa el reino enemigo.
El sector donde atacaron los austríacos dependía de la división lombarda (5.ª División), cuyo jefe, Girolamo Ramorino, había recibido órdenes el 16 de marzo de avanzar y hacerse con La Cava, desde donde se dominaba el curso del Tesino antes de su desembocadura en el Po. El día 20 estaba entre Casteggio, Barbianello y el Po. Si la situación se volvía apurada, la división debía retroceder hacia el norte por Sannazzaro hasta Mortara. Sin embargo, Ramorino estaba convencido de que el enemigo pretendía apoderarse de Alejandría y que la acometida en el Tesino era una mera maniobra de distracción. Por ello, dejó solamente un pequeño destacamento en La Cava, al que ordenó que se retirase hacia el sur, allende el Po, si resultaba necesario.
Ramorino se equivocó: al mediodía, el archiduque Alberto atravesó el Gravellone (afluente del Tesino que desemboca en él cerca de Pavía) y allanó con ello el cruce del resto del ejército austríaco. Este gozaba de amplia ventaja numérica frente a los defensores de La Cava que, pese a todo, resistieron durante seis horas a las órdenes del mayor Luciano Manara. Ramorino desobedeció las órdenes que se le habían dado y se retiró a la orilla derecha del Po en vez de hacerlo hacia el norte, lo que dejó aislada a la división. Esta decisión debilitó notablemente la posición piamontesa; por ello Ramorino fue luego condenado en un consejo de guerra que se celebró en Turín tras la derrota piamontesa y ajusticiado el 22 de mayo de 1849.

### Batalla de Sforzesca (21 de marzo de 1849)
El mando piamontés titubeó hasta que finalmente hacia las tres de la madrugada del 21 de marzo decidió por fin apostar dos divisiones cerca de Mortara (la 1.ª y la de reserva) y otras tres en Vigevano (2.ª, 3.ª y 4.ª) con el objetivo de defender Mortara y amenazar al tiempo el flanco derecho enemigo.
El I Cuerpo austríaco, que avanzaba a lo largo de la orilla derecha del Tesino y protegía el flanco de las unidades que se encaminaban hacia Mortara se encontró con una unidad de la 2.ª División piamontesa hacia las once de la mañana; los piamonteses estaban en misión de reconocimiento cerca de Borgo San Siro (a diez kilómetros de Vigevano). Los austríacos eran más numerosos, pero tardaron horas en abrirse paso ante la enconada resistencia piamontesa.

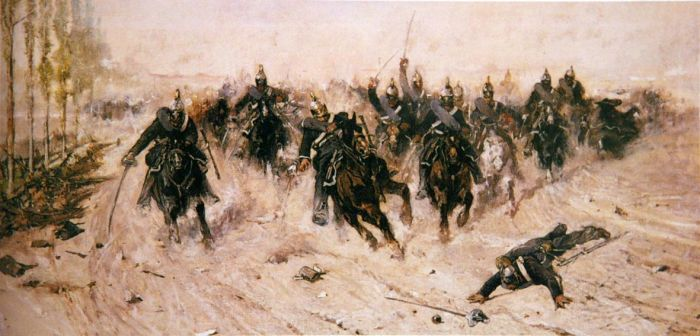
Carga del Regimiento de Caballería Piamonte en la batalla de Sforzesca. Obra de Giovanni Fattori.

Carlos Alberto y Chrzanowski llegaron al sur de Vigevano, a la villa de Sforzesca, hacia la una de la tarde y encomendaron su defensa a la 2.ª División de Michele Giuseppe Bes, que quedaría a cargo de la carretera de Borgo San Siro y a la 3.ª de Ettore Perrone di San Martino, que protegería la que conducía a Gambolò. La unidad de Bes atacó dos veces al I Cuerpo enemigo cuando este se aproximó a Sforzesca. Volvió a hacerlo una tercera vez pese a que el enemigo recibía refuerzos y que atestada Sforzesca complicaba el desplazamiento de los piamonteses, pero los austríacos repelieron los todos las acometidas. Bes ordenó el repliegue al pueblo al anochecer. Los austríacos atacaron en la carretera de Gambolò a Vigevano, pero fueron rechazados y los piamonteses contraatacaron.
La batalla concluyó sin un vencedor claro. Los piamonteses habían perdido veintiún soldados, noventa y cuatro más habían sido heridos y otros cien desertaron, mientras que los austríacos habían tenido veinticinco muertos, ciento ochenta heridos unos ciento veinte desertores. Los piamonteses habían bloqueado el paso del enemigo a Vigevano, pero Radetzky había conseguido que tres cuerpos de ejército que no habían participado en el combate avanzasen hacia Mortara, que era su objetivo principal.

### Avance austríaco hasta Novara (22 de marzo de 1849)
Mientras, en Mortara, se había permitido hacia las cuatro de la tarde que la 1.ª División de Giovanni Durando y la de reserva del príncipe Víctor Manuel dejasen sus posiciones. Peo el II Cuerpo austríaco apareció media hora después. Pese a que ya era tarde, a las seis el general d'Aspre ordenó acometer a los piamonteses, cuyo centro se desbarató casi de inmediato. Algunos batallones trataron de cerrar la brecha desde los flancos, que resistían bien el embate austríaco.

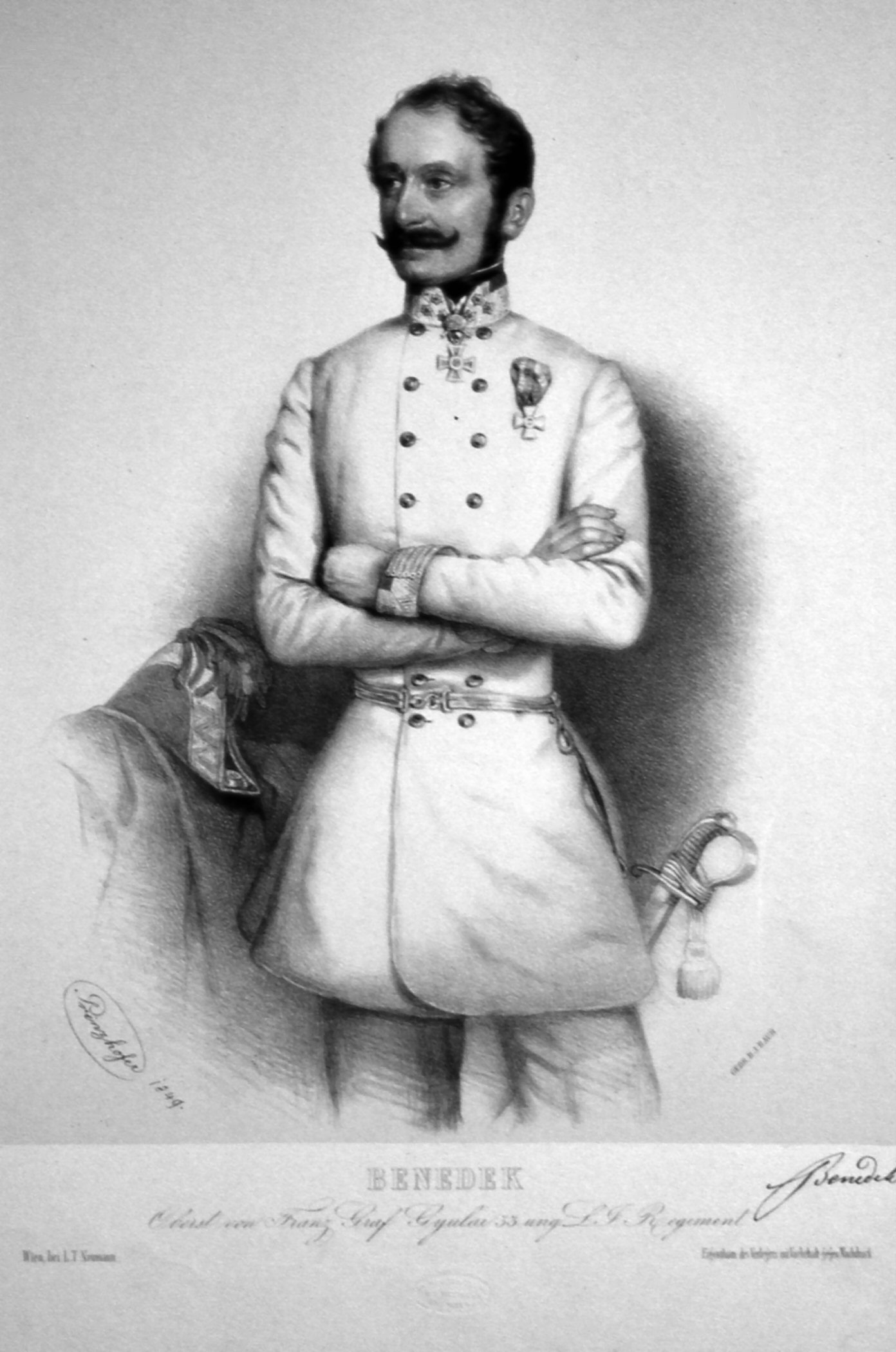
La intuición del coronel Ludwig von Benedek resultó decisiva para asegurar la victoria austríaca en la batalla de Mortara.

Sin embargo, el coronel austríaco Ludwig von Benedek intuyó pese la oscuridad creciente el desorden que reinaba en las filas enemigas y avanzó con decisión. La Brigada Regina de la 1.ª División piamontesa hubo de replegarse a Mortara para recuperar el orden, pero Von Benedeck se adueñó de la localidad e impedir que la Brigada Aosta la recuperase. Los austríacos también arrebataron al enemigo el puernte del Erbognone, al sur de Mortara, ya en plena noche. El resto del ejército austríaco no participó en la maniobra, obedeciendo las órdenes de d'Aspre, que había prohibido avanzar si resistían los flancos del enemigo.
Alessandro La Marmora, jefe del Estado Mayor de Chrzanowski y que había dirigido a las dos divisiones que se enfrentaban al II Cuerpo enemigo, se enteró entonces que había perdido Mortara y que sus tropas se hallaban aisladas del resto del ejército. Agrupó entonces a la Brigada Regina y a otras unidades menores e intentó alcanzar a la división de reserva atravesando los pueblos al sur de Mortara. Von Benedeck lo impidió y apresó a la mayoría, unos dos mil hombres. La Marmora y algunos otros que se hallaban en vanguardia lograron escapar y alcanzar a la división de reserva, que ya se retiraba hacia Robbio y Vercelli.
Esta retirada marcó el fin de la batalla, en la que habían combatido trece mil austríacos y siete mil piamonteses. Los primeros sufrieron ciento dieciocho bajas entre muertos y heridos y los segundos, ciento veintiuna. La principal diferencia estuvo en los desertores y prisioneros; setenta y un austríacos frente a los cerca de dos mil piamonteses. El principal perjuicio que causó la derrota piamontesa fue la rápida retirada del ejército hasta Novara.

### Batalla de Novara (23 de marzo de 1849)

#### Fuerzas enfrentadas
El ejército austríaco prosiguió el avance hacia Vercelli y Novara y para el 23 de marzo gozaba ya de una notable ventaja numérica frente al enemigo: sus cinco cuerpos de ejército se enfrentaban a cinco divisiones piamontesas. Estas se habían reagrupado para proteger Novara: la 3.ª de Perrone estaba en el flanco izquierdo, a sureste; la 2.ª de Bes, en el centro; la 1.ª de Durando, a la derecha (al sur); la 4.ª del duque de Génova se colocó tras la 3.ª y la de reserva, tras las 1.ª. En total, los efectivos piamonteses eran cuarenta y cinco mil infantes, dos mil quinientos jinetes y ciento nueve cañones. Dos divisiones y media no estaban disponibles para el combate, al estar en la otra orilla del Po.
Los austríacos contaban con el II Cuerpo de d'Aspre, el III de Appel y el de reserva de Wocher. El IV de Thurn avanzaba hacia Vercelli con el I de Wratislaw y participó algo en la batalla. Los cinco cuerpos de ejército de Radetzky tenían setenta mil infantes, cinco mil jinetes y doscientos cinco cañones.

#### Derrota decisiva de Carlos Alberto

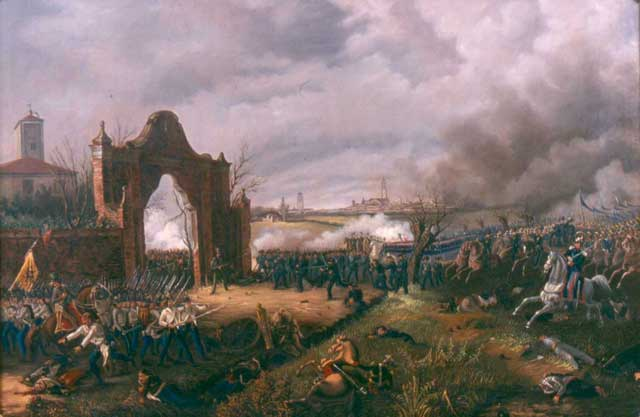
La batalla de Novara. Combates cerca de Villa Visconti, entre Bicocca y la granja de los Cavallotta, en un cuadro de Giuseppe Prina.

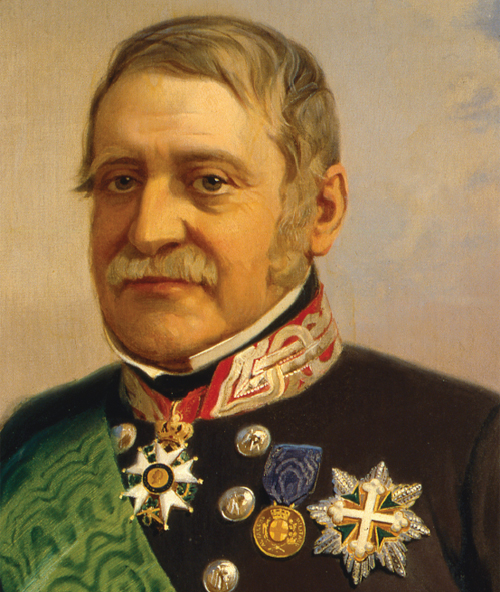
Ettore Perrone di San Martino, jefe de la 3.ª División piamontesa. Fue herido de muerte en la batalla.

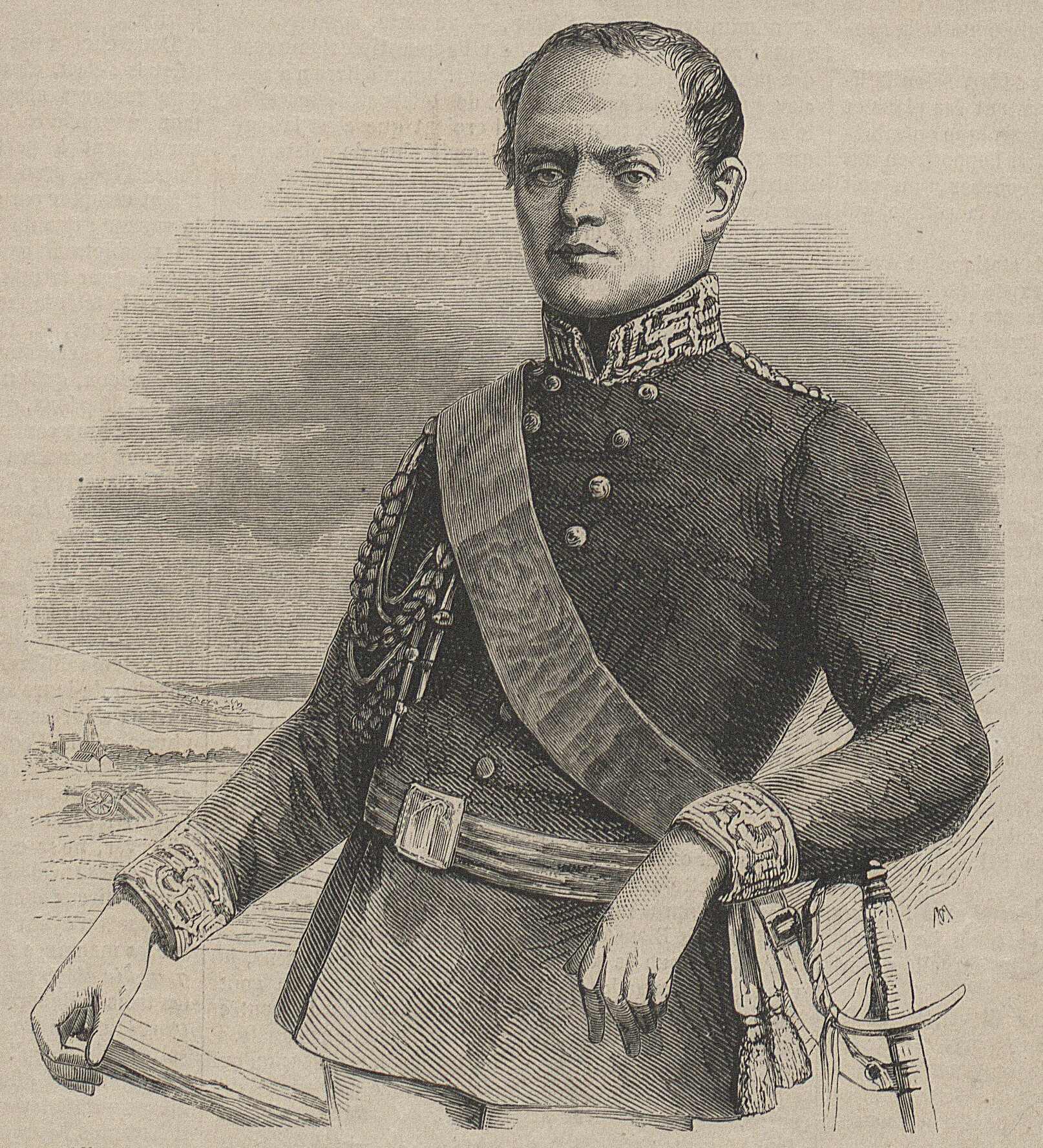
El general polaco Wojciech Chrzanowski, que mandó el ejército piamontés en la segunda campaña de la guerra junto con el rey Carlos Alberto.

Los piamonteses avistaron al II Cuerpo enemigo desde el campanario de Bicocca hacia las once de la mañana; entonces estaba a unos dos kilómetros al sureste de Novara. La mañana era fría y húmeda. Konstantin d'Aspre emprendió la ofensiva al punto, pero tuvo que replegarse tras sufrir copiosas bajas. Los austríacos de la división del archiduque Alberto atacaron de nuevo a primera hora de la tarde y luego contraatacó la 3.ª División piamontesa, cuyo asalto también fue desbaratado. Los piamonteses arremetieron también en Bicocca y expulsaron al enemigo, que se replegó a la granja de los Cavallotta, situada a unos tres kilómetros al sureste de Novara. Los combates cesaron temporalmente hacia las dos de la tarde.
D'Aspre atacó luego dos veces con los nuevos refuerzos que había recibido y se acercó a Bicocca. Ettore Perrone di San Martino contraatacó y lo detuvo, pero fue herido de muerte en la cabeza. Entonces intervino la 4.ª División, que obligó al enemigo a retirarse de nuevo casi hasta la granja. El II Cuerpo austríaco se retiró a Olengo, a cuatro kilómetros al sureste de Novara, a las tres de la tarde.
Chrzanowski ordenó al duque de Génova que abandonase la persecución del enemigo y que, junto con la 2.ª División, se colocase a la defensiva. Esto les permitió reorganizarse a los austríacos. Tras una hora de calma, los combates se reanudaron a las cuatro de la tarde. Esta vez fue el III Cuerpo austríaco el que acometió, pero hubo de replegarse. Chrzanowski contraatacó con las divisiones 1.ª y 2.ª, pero la intervención del IV Cuerpo enemigo le hizo retroceder; este había dejado de avanzar hacia Vercelli y se acercaba desde el oeste.
Mientras, los austríacos emprendieron el último y decisivo asalto en Bicocca, al tiempo que el IV Cuerpo chocaba con parte de la 1.ª División y de las reservas piamontesas. Los austríacos tomaron Bicocca hacia las seis; para entonces toda la línea piamontesa estaba en un brete. Los austríacos persiguieron al enemigo hasta la abadía de San Nazzaro della Costa, a un kilómetro de las murallas de Novara. Allí los piamonteses se hicieron fuertes a las órdenes del duque de Génova; esta resistencia permitió que el resto del ejército pudiese alcanzar la ciudad con cierto orden.
La batalla de Novara fue la última y la más sangrienta de la guerra. Murieron en ella quinientos setenta y ocho piamonteses, mil cuatrocientos cinco fueron heridos y otros cuatrocientos nueve huyeron o fueron apresados por el enemigo. Este perdió cuatrocientos diez hombres, que perecieron en la lid, tuvo mil ochocientos cincuenta heridos y novecientos sesenta y tres más fueron capturados o desertaron.

### Armisticio de Vignale (23-24 de marzo de 1849)

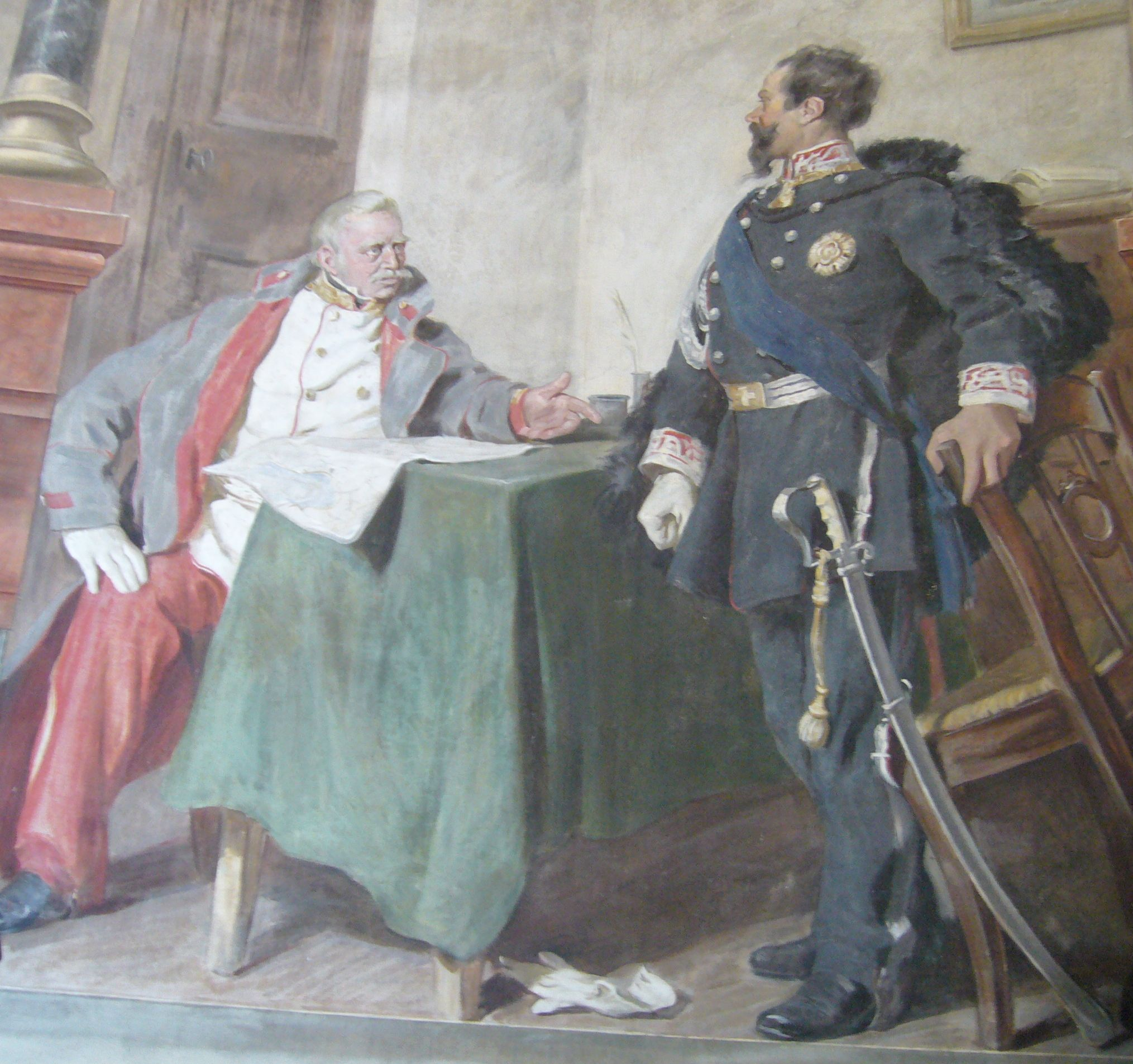
El nuevo rey de Cerdeña, Víctor Manuel II, se encoleriza ante Radetzky al leer las condiciones que le exigían los austríacos. La escena, que ocurrió en Vignale el 24 de marzo de 1849, aparece representada en un fresco de Vittorio Emanuele Bressanin en la Torre de San Martino della Battaglia.

Carlos Alberto solicitó al enemigo las condiciones de armisticio; este exigió ocupar Lomellina y Alejandría. El rey presidió un consejo de guerra a las nueve y cuarto de la noche del 23 de marzo en el que participaron Chrzanowski, Alessandro La Marmora, los duques de Génova y Saboya y los dos edecanes del rey, los generales Carlo Emanuele La Marmora y Giacomo Durando. Todos estuvieron de acuerdo en que no se podría continuar combatiendo y Carlos Alberto anunció entonces que se proponía abdicar.
Los soldados, agotados, desanimados y hambrientos a consecuencia de los habituales problemas de abastecimiento, se amotinaron. Hubo saqueos y violencia en la que participó también parte de la población local durante la noche y la mañana siguiente.
El duque de Saboya, ya rey Víctor Manuel II, se reunió con Radetzky en Vignale —cuatro kilómetros al norte de Novara— entre las dos y las tres de la tarde dl 24 de marzo para negociar el armisticio. Los austríacos le impusieron que aceptase que veinte mil soldados ocupasen Lomellina y que Alejandría quedase en su poder hasta que se firmase la paz, si bien permitieron que quedase en ella la guarnición piamontesa. Al armisticio de Vignale le siguió la Paz de Milán el 6 de agosto, en virtud de la cual Piamonte-Cerdeña tuvo que pagar una indemnización de sesenta y cinco millones de francos a Austria.
Radetzky aplastó durante los días siguientes la revuelta de Brescia, que se había rebelado el 23 de marzo y fue retomada el 1 de abril.

## Últimos acontecimientos
La derrota piamontesa en Novara tuvo amplia repercusión en toda la península italiana. En Toscana, el partido moderado restauró por propia iniciativa a Leopoldo II. Ello no bastó para que el II Cuerpo austríaco de D'Aspre entrase en el gran ducado para someter por la fuerza a Livorno, que se había negado a volver a reconocer la autoridad de Leopoldo. La ciudad resistió dos días a los austríacos (el 10 y el 11 de mayo) antes de rendirse. Leopoldo II volvió con cierto recelo a Florencia el 28 de junio.

### Reino de Cerdeña
En el Reino de Cerdeña, Génova. que había sido antaño una república independiente hasta que se la había anexado la Casa de Saboya treinta y cinco años atrás, se rebeló el 1 de abril. En la ciudad circulaban rumores que afirmaban que se iba a abolir el Estatuto albertino y que Génova y Alejandría serían entregadas a Austria en el tratado de paz.
Los rebeldes vencieron a la guarnición piamontesa en apenas unas horas, pero Alfonso La Marmora avanzó con la 6.ª División desde Parma para aplastar el levantamiento. Los rebeldes casi no resistieron. Pese a ello, La Marmora decidió dar un escarmiento y bombardear la ciudad, que asaltó y saqueó. Génova se rindió la madrugada del 6 de abril; un barco estadounidense se llevó al exilio a cuatrocientos cincuenta ciudadanos, entre ellos a los que se habían señalado en la revuelta.

### Invasión austríaca de los Estados pontificios

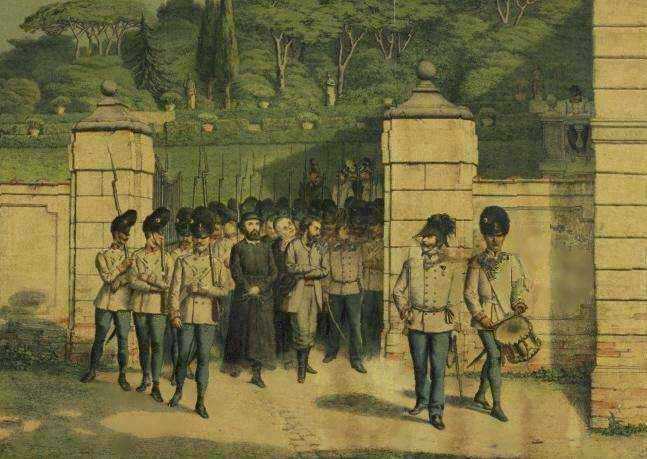
Bolonia: Ugo Bassi y Giovanni Livraghi camino del cadalso

Mientras, muchas de las ciudades de los Estados pontificios en Las Marcas, Romaña y Emilia se habían unido a la República romana. Entre ellas estaba Ancona, que se había incorporado el 16 de febrero, once días después de la proclamación de la república. y Bolonia, que había expulsado a los austríacos el 8 de agosto d 1848.
La república había abolido el poder temporal de la Iglesia. Fue entonces cuando el papa Pío Pius IX solicitó la intervención armada de Austria desde su exilio en Gaeta. Los austríacos empezaron la invasión de los Estados pontificios apoderándose de Ferrara el 18 de febrero. Bolonia y Ancona se negaron a abrirles las puertas y quedaron cercadas; Bolonia resistió una semana y Ancona, veinticinco días.

#### Asedio de Bolonia (8-16 de mayo de 1849)
El general austríaco Franz von Wimpffen que avanzó contra Bolonia contaba con dos ventajas respecto de su predecesor Welden, que ya había agredido la ciudad en julio y agosto del año anterior: sus fuerzas no llegaban como invasoras, sino a petición del papa, soberano teórico de la ciudad, y contaba con siete mil soldados y trece cañones que podía aumentar puesto que el Piamonte ya había sido vencido.
El asalto a la ciudad comenzó el 8 de mayo. Bolonia contaba con unos dos mil defensores a las órdenes del coronel de Ancona Angelo Pichi. La denodada resistencia hizo que los austríacos cesasen la arremetida y solicitasen refuerzos, que llegaron el día 14. Para entonces los sitiadores tenían veinte mil hombres y abundante artillería, con la que emprendieron un intenso bombardeo que duró dos días. Von Wimpffen despachó un emisario a tratar con los sitiados la mañana del 16, que se negaron a hacerlo; el bombardeo se reanudó hasta las dos de la tarde, hora en la que los boloñeses se rindieron finalmente y la ciudad fue ocupada. Los austríacos ajusticiaron a Ugo Bassi y Giovanni Livraghi, dos destacados dirigentes republicanos de la ciudad, el 8 de agosto.

#### Asedio de Ancona (25/5/1849-21/6/1849)

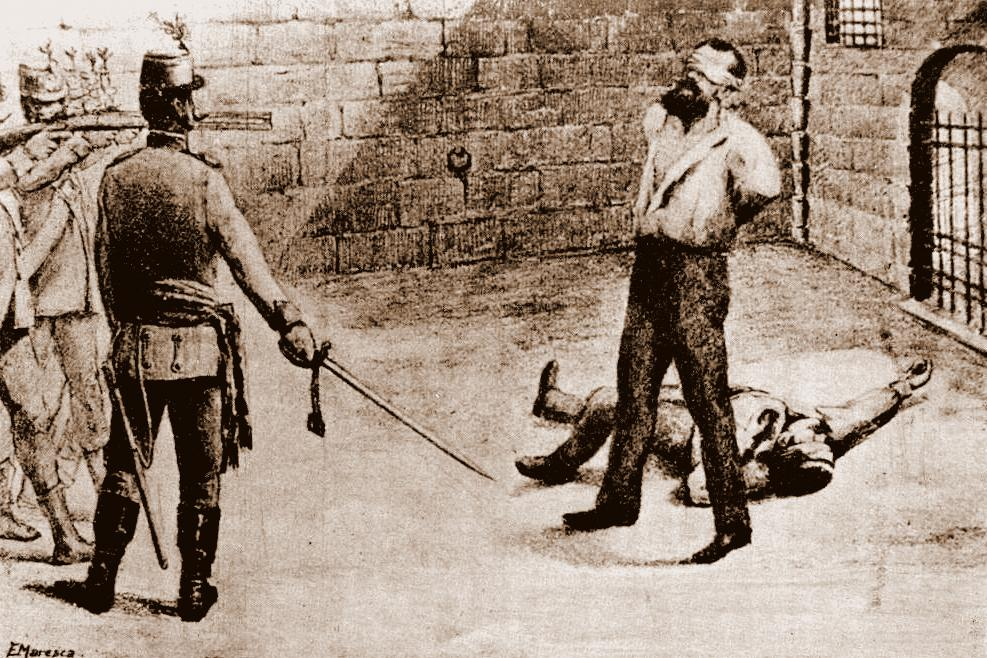
Fusilamiento de Antonio Elia en Ancona

Los austríacos se encaminaron seguidamente hacia Ancona, que se había unido a la república y prometido a Garibaldi que participaría decididamente en su defensa. La resistencia de la ciudad fue denodada. El asedio empezó el 25 de mayo: unos cinco mil italianos de toda la región de Las Marcas y de Lombardía participaron en la defensa de la plaza, que pretendía tomar más de dieciséis mil sitiadores. El Gobierno republicano había encomendado el mando de los defensores al coronel boloñés Livio Zambeccari. El poeta Luigi Mercantini se contaba entre los defensores. El jefe de los sitiadores fue nuevamente Franz von Wimpffen.
La ciudad se cercó tanto por tierra como por mar. Los austríacos recibieron cinco mil hombres más y equipo de asedio el 6 de junio y emprendieron el bombardeo de Ancona el día 15. Dos estrechos colaboradores de Garibaldi, Antonio Elia y su hijo Augusto Elia se distinguieron en los combates. Algunos jóvenes organizaron un destacamento (el "Drappello della Morte") que llevó a cabo algunas acciones audaces contra el enemigo. Los austríacos se apoderaron finalmente de la plaza el 21 de junio, tras veintiséis días de lucha; rindieron honores a los defensores. Antonio Elia fue ajusticiado como escarmiento a la población durante la ocupación de la ciudad.

### Caída del Reino de Sicilia (marzo-15 de mayo de 1849)

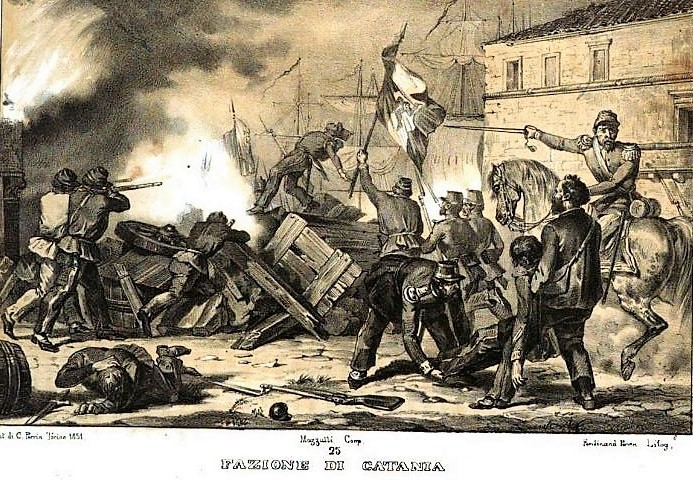
Combate entre tropas borbónicas y milicianos sicilianos en Catania

Las hostilidades se reanudaron en Sicilia en marzo de 1849. El general Filangieri, príncipe de Satriano, denunció el armisticio de octubre y emprendió la marcha contra las milicias sicilianas desde la Real Cittadella de Mesina. Estas estaban al mando de Mierosławski y contaban con unos seis mil hombres, que poco pudieron hacer contra los trece mil quinientos soldados de Filangieri.</ref> Los soldados borbónicos se adueñaron de Catania el 7 de abril, tras un combate muy reñido. El Parlamento siciliano aprobó el día 14 la propuesta del rey Fernando II del decreto del 28 de abril, que antes había rechazado. La propuesta real ofrecía un estatuto basado en la Constitución siciliana de 1812 que preveía el establecimiento de un Parlamento bicameral y el nombramiento de un virrey para la isla. Pese al gesto del Parlamento, la guerra continuó. Los napolitanos alcanzaron Bagheria, el puerto de la capital de la isla, el 5 de mayo; allí se combatió entre el 8 y el 10 del mes. Entonces se conoció que el rey había concedido la amnistía y el 15 de mayo las tropas reales entraron en Palermo. Mientras que los 43 líderes sicilianos, que fueron excluidos del armisticio, huyeron al exilio en Malta. El general Filangieri asumió el cargo de gobernador de Sicilia con el título de teniente general del rey, que conservó hasta 1855.

### Fin de la República romana (24/4-2/7/1849)

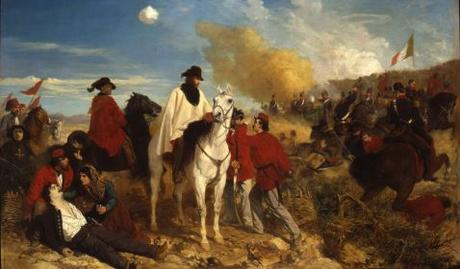
Giuseppe Garibaldi (de blanco) defiende Roma de la acometida de las tropas francesas. Cuadro de George Housman Thomas.

Mientras, la República romana todavía resistía, con el triunvirato formado por Aurelio Saffi, Carlo Armellini y Giuseppe Mazzini al frente. Austria, por entonces enfrascada en el aplastamiento de la  Revolución húngara, no contaba con fuerzas suficientes para intentar ocupar la ciudad. Por su parte, Luis Napoleón deseaba granjearse el favor de los católicos franceses y limitar la extensión de la influencia austríaca en Italia, por lo que decidió organizar una expedición para restaurar al papa Pío IX en el trono romano.
Las tropas del ejército francés a las órdenes del general Charles Oudinot desembarcaron en Civitavecchia el 24 de abril. Oudinot trató de apoderarse de Roma el día 30, pero fue vencido con contundencia por Garibaldi. Mientras, la región también había sido invadida desde el Reino de Nápoles; los napolitanos penetraron en el sur del Lazio y avanzaron hacia Frascati y Tívoli, pero Garibaldi los detuvo en la batalla de Palestrina el 9 de mayo y los venció definitivamente en la Velletri el 19 del mismo mes.
Oudinot retomó las hostilidades el 3 de junio, tras haber recibido treinta mil hombres más; atacó por sorpresa a los romanos en Villa Pamphili, pese a que había jurado mantener la tregua hasta el día 4. Los franceses tomaron la posición y desde ella empezaron a bombardear Roma. Los combates continuaron hasta el 1 de julio; la república se rindió al día siguiente. Pío IX volvió a la ciudad el 12 de abril de 1850 y abrogó la Constitución que había concedido en marzo de 1849.
Garibaldi abandonó Roma con un pequeño grupo de voluntarios poco antes de la caída de la ciudad, con el propósito de alcanzar Venecia. Lo perseguían los austríacos, pero logró llegar a territorio piamontés, de donde fue expulsado, empero, el 16 de septiembre. Comenzó entonces su segundo exilio, en el que pasó por América, Asia y Australia.

## Asedio y caída de Venecia (28/4-22/8/1849)

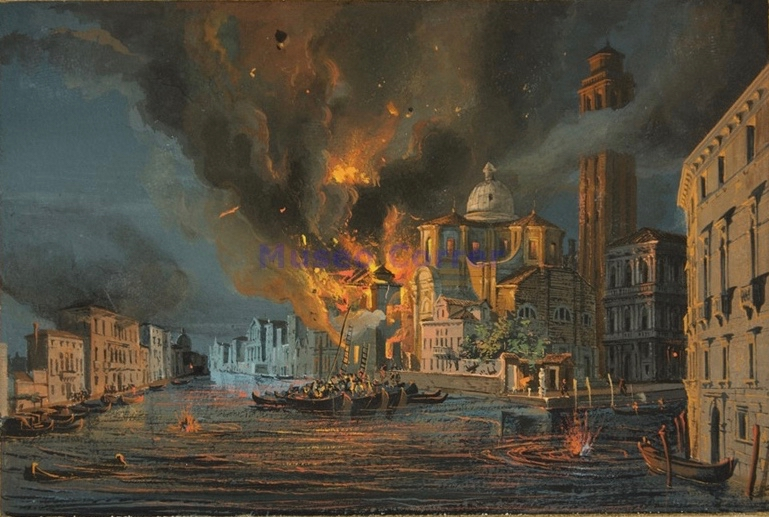
La iglesia de San Geremia en Venecia, alcanzada por la artillería austríaca en 1849. Cuadro de Luigi Querena.

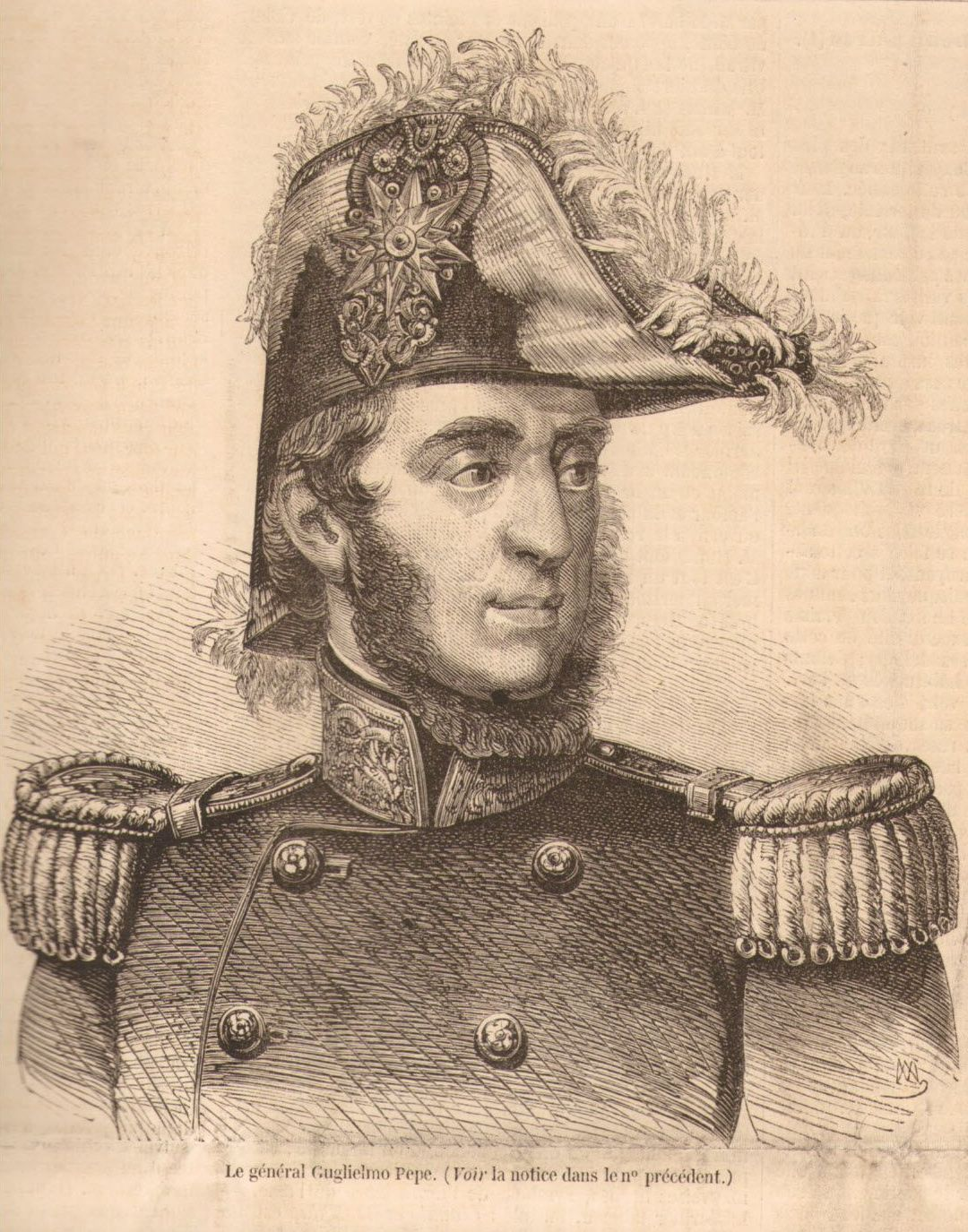
El general Guglielmo Pepe, jefe de la defensa veneciana

El general Julius Jacob von Haynau se dirigió a Venecia en abril tras haber sofocado la rebelión de Brescia; iba al frente de treinta mil hombres. Guglielmo Pepe había reunido las escasas fuerzas de las República de San Marcos y, con la aquiescencia de Daniele Manin, se disponía a resistir a los austríacos hasta el fin.
General Haynau se concentró en Marghera, que defendía una guarnición de dos mil hombres al mando del coronel napolitano Girolamo Calà Ulloa. Cercó el fuerte de Marghera el 28 y empezó a bombardearlo el 4 de mayo. Marghera resistió veintidós días y el 26 de mayo los supervivientes huyeron a Venecia.
La caída de Marghera hizo que los venecianos evacuasen el resto de posiciones en el continente. Von Haynau marchó a Hungría en junio a participar en el aplastamiento de la revolución; lo sustituyó al mando de las tropas austríacas Georg von Thurn und Valsassina. Se sucedieron entonces los choques en torno a Marghera y a la propia Venecia.
Los austríacos trataron de bombardear la ciudad desde globos el 12 de julio, pero el viento hizo que ninguna de las bombas que llevaban alcanzasen Venecia. La artillería comenzó a bombardear la ciudad el 28 de julio. Los víveres escaseaban, por lo que el alcalde Giuseppe Sirtori emprendió una incursión el 1 de agosto en el continente para hacerse con harina y ganado. Volvió a intentarlo de nuevo pocos días después, esta vez infructuosamente. Las noticias que llegaban del resto de Italia minaron en ánimo de los defensores, a los que también aquejaba el cólera, que mató a 2788 personas hasta el 22 de agosto. Manin se avino a rendirse y dos días después los austríacos entraron en la ciudad. Venecia había sido el último foco de resistencia de la causa unificadora italiana.